# Antártida
Antártida ou Antártica (ver questão do nome) é o mais meridional e o segundo menor dos continentes (maior apenas que a Austrália), com uma superfície de 14 milhões de quilômetros quadrados. Rodeia o polo Sul, e por esse motivo está quase completamente coberta por enormes geleiras (glaciares), exceção feita a algumas zonas de elevado aclive nas cadeias montanhosas e à extremidade norte da península Antártica. Sua formação se deu pela separação do antigo supercontinente Gondwana há aproximadamente 100 milhões de anos e seu resfriamento aconteceu nos últimos 35 milhões de anos.
É o continente mais frio, mais seco, com a maior média de altitude e de maior índice de ventos fortes do planeta. A temperatura mais baixa da Terra (-89,2 °C) foi registrada na Antártida, sendo a temperatura média na costa, durante o verão, de -10 °C; no interior do continente, é de -40 °C. Muitos autores o consideram um grande deserto polar, pela baixa taxa de precipitação no interior do continente. A altitude média da Antártida é de aproximadamente 2 000 metros. Ventanias com velocidades de aproximadamente 100 km/h são comuns e podem durar vários dias. Ventos de até 320 km/h já foram registrados na área costeira.
Juridicamente, a Antártida está sujeita ao Tratado da Antártida, pelo qual as várias nações que reivindicavam territórios no continente (Argentina, Austrália, Chile, França, Noruega, Nova Zelândia e Reino Unido) concordam em suspender as suas reivindicações, abrindo o continente à exploração científica.
Por esse motivo, e pela dureza das condições climáticas, não tem população permanente, embora tenha uma população provisória de cientistas e pessoal de apoio nas bases polares, que oscila entre mil (no inverno) e quatro mil pessoas (no verão). Dois destes assentamentos com uma população regular (incluindo crianças) são Villa Las Estrellas (do Chile) e Base Esperanza (da Argentina).

## Toponímia
O topônimo Antártica tem sua origem no latim tardio antarctĭcus que, por sua vez, deriva do grego antigo ανταρκτικός, que significa, literalmente, "oposto ao Ártico" (antiártico). Todavia, convencionalmente adotou-se a forma Antártida, tanto em Portugal como no Brasil, mesmo que contraditória quanto à origem etimológica do topônimo. Uma explicação possível seria a analogia com a mítica Atlântida, algo que ocorre da mesma forma em castelhano, em que também convivem as duas formas, Antártida e Antártica, sendo a primeira de uso mais difundido. Em francês também se alternam as formas Antarctique e Antarctide, enquanto na língua italiana usa-se Antartide, também cunhada sobre o modelo de Atlantide (Atlântida).
Em Portugal, Antárctida era a forma mais usual antes do Acordo Ortográfico de 1990 (atualmente Antártida), embora a forma Antártica também tenha uso.
No Brasil, era preferida a forma Antártida até meados da década de 1970, quando a forma Antártica passou a ganhar força após ser usada em obras acadêmicas sobre o continente, como o livro Rumo à Antártica da geógrafa Teresinha de Castro, publicado em 1976.

## História

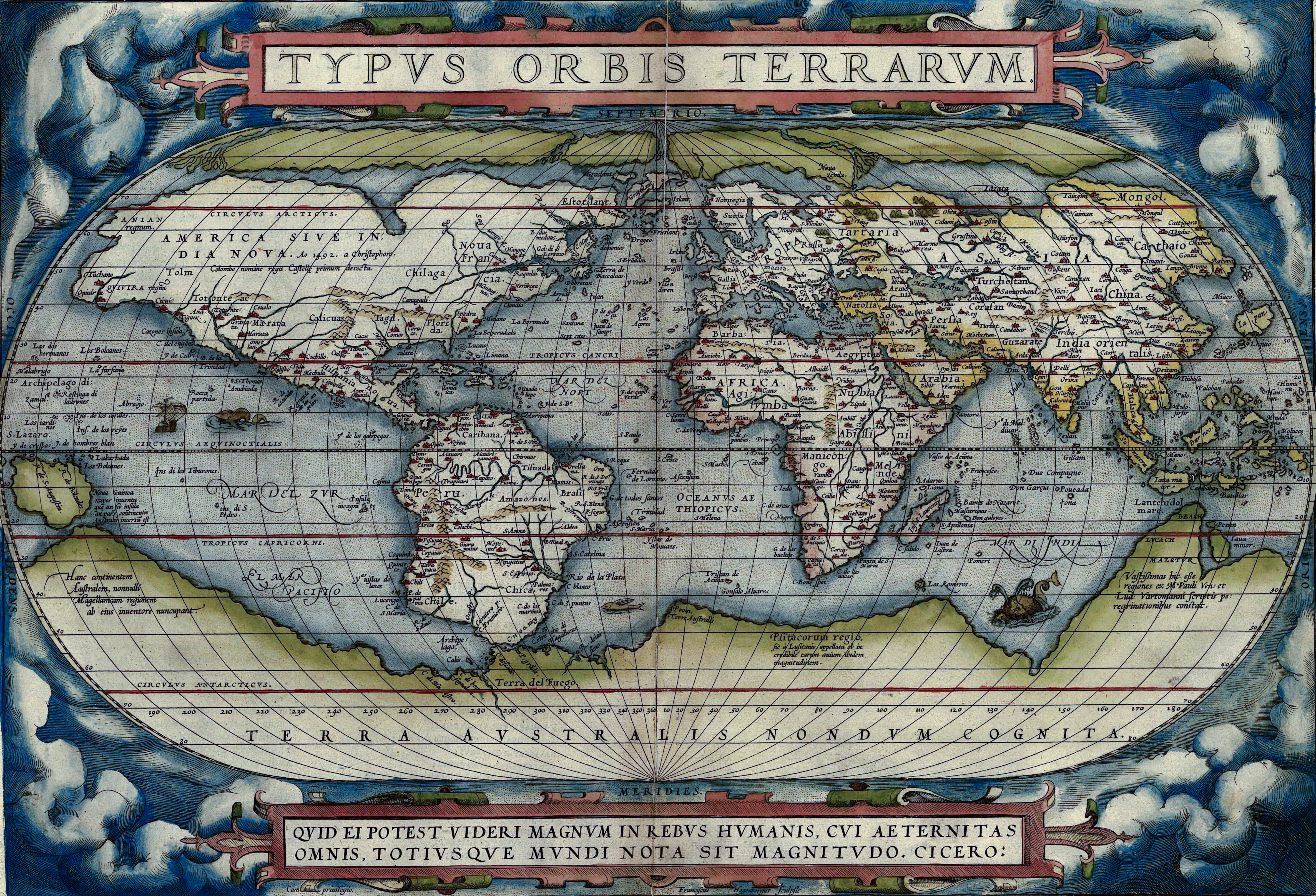
Terra Australis Incognita.

Como não há povos nativos da Antártida, a sua história é a da sua exploração. É muito provável que os povos de regiões próximas ao continente tenham sido os primeiros a explorá-lo: os povos Aush da Terra do Fogo, por exemplo, falam sobre o "país do gelo" e um chefe māori de nome Ui-Te-Rangiora teria atingido a região em 650 d.C.. No entanto, esses povos não deixaram vestígios de sua presença.
As primeiras expedições documentadas começam no século XVI. Américo Vespúcio relatou o registro visual de terras a 52°S. Várias expedições aproximaram-se gradativamente do continente sem, no entanto, ter-se a certeza de que se tratava realmente de um continente ou de um conjunto de ilhas, até às expedições de James Cook, o primeiro a circum-navegá-lo entre 1772 e 1775 sem o avistar, devido à névoa e aos icebergs.
A primeira pessoa que avistou o continente Antártico foi o explorador russo Fabian Gottlieb Thaddeus von Bellingshausen em 28 de janeiro de 1820.
A ocupação humana propriamente dita começa na primeira metade do século XIX, quando navios baleeiros chegavam à região das Ilhas Sandwich do Sul. Nesse período, James Weddell e James Clark Ross descobriram os mares que hoje levam seus nomes. Este último fez uma viagem de exploração na qual descobriu ainda a Ilha de Ross, os montes Érebo e Terror e a Terra de Vitória, retornando em 1843. Realizados em 1895 e 1889, o sexto e o sétimo Congresso Internacional de Geografia, respectivamente, obtêm relativo sucesso em seu chamado pela exploração do continente meridional, firmando-se uma colaboração mútua de Grã-Bretanha e Alemanha para a exploração científica da Antártida, resultando em diversas expedições ao continente com o apoio e a participação de diferentes nações.

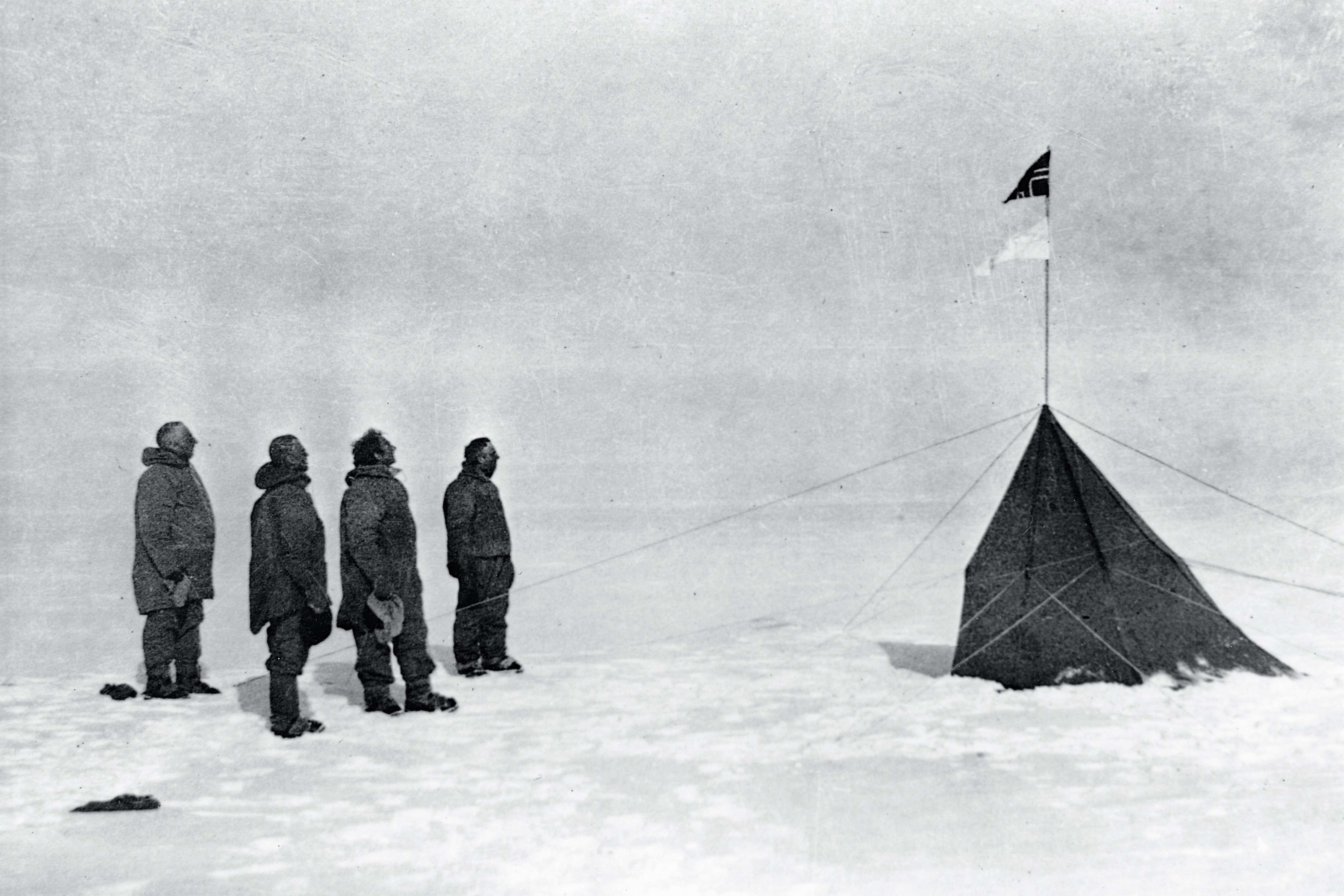
A expedição liderada pelo norueguês Roald Amundsen foi a primeira a atingir o polo Sul em 1911-1912.

No início do século XX, os exploradores se voltam para a conquista do polo Sul. Ernest Henry Shackleton organizou uma expedição em 20 de outubro de 1908, sendo obrigado a retornar sem atingir o polo. Seguem-se a ele Roald Amundsen e Robert Falcon Scott em uma verdadeira corrida, pois partem com apenas duas semanas de diferença em outubro de 1911 a partir da plataforma de Ross. Amundsen atinge o polo em 14 de dezembro de 1911, retornando em janeiro. O grupo de Scott chega ao ponto em 17 de janeiro e encontra a bandeira norueguesa. No caminho de volta, os cinco expedicionários morrem de fome e exaustão.
Após a conquista do polo, restava ainda a façanha de atravessar o continente de costa a costa. Shackleton assumiu a tarefa na Expedição Imperial Transantártica, em 1914, que não obteve sucesso por uma série de dificuldades, as primeiras foram os navios terem ficado presos no gelo e afundado.
Richard Evelyn Byrd, explorador dos Estados Unidos, foi o primeiro a sobrevoar o polo Sul, em 29 de novembro de 1929, após o que conduziu diversas viagens de avião à Antártida nas décadas de 1930 e de 1940. Byrd também realizou extensas pesquisas geológicas e biológicas. Atualmente, após o Tratado da Antártida, muitos países mantêm bases de pesquisa permanente e a ocupação humana é constante.

## Geografia

Mapa do continente antártico.

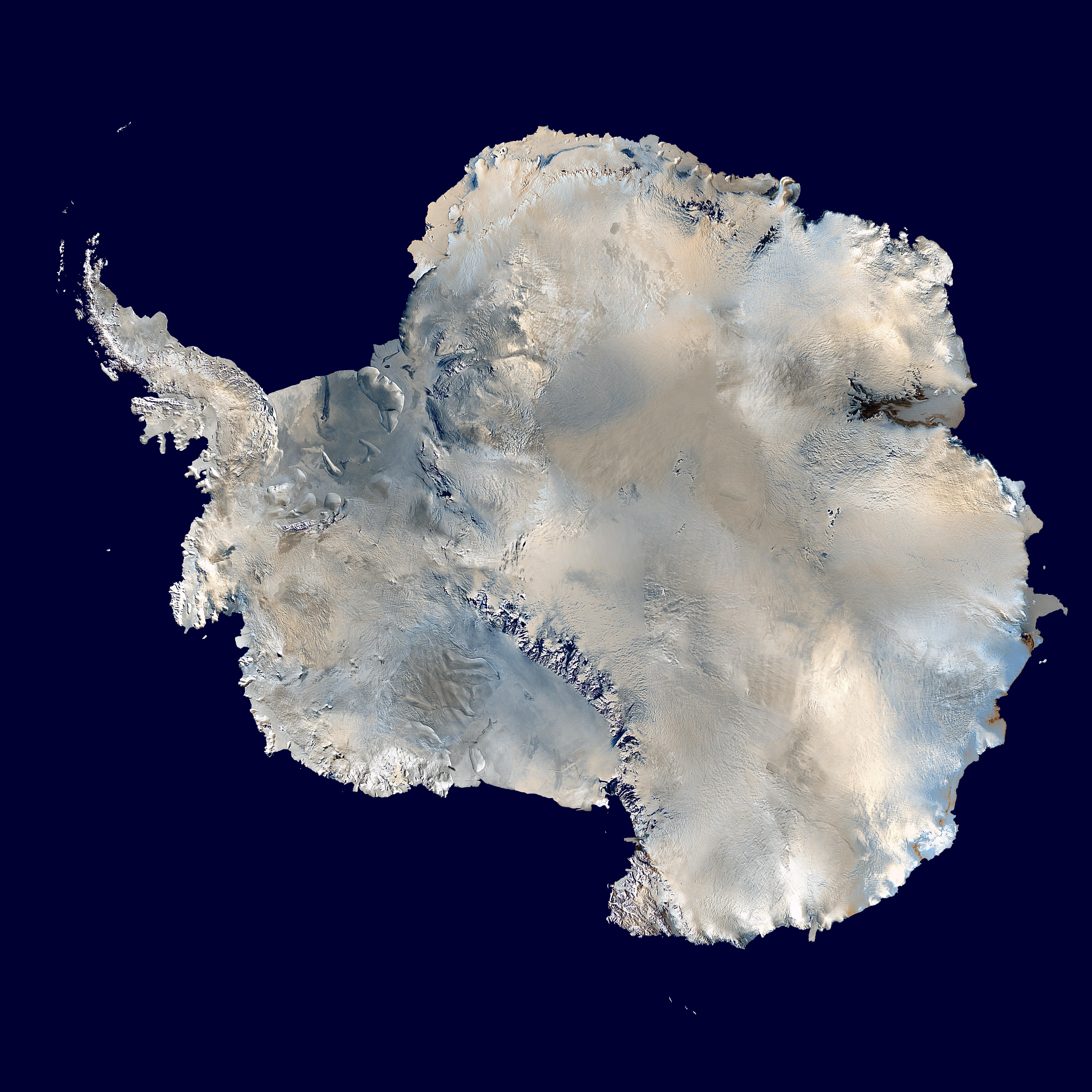
Imagem de satélite da Antártida.

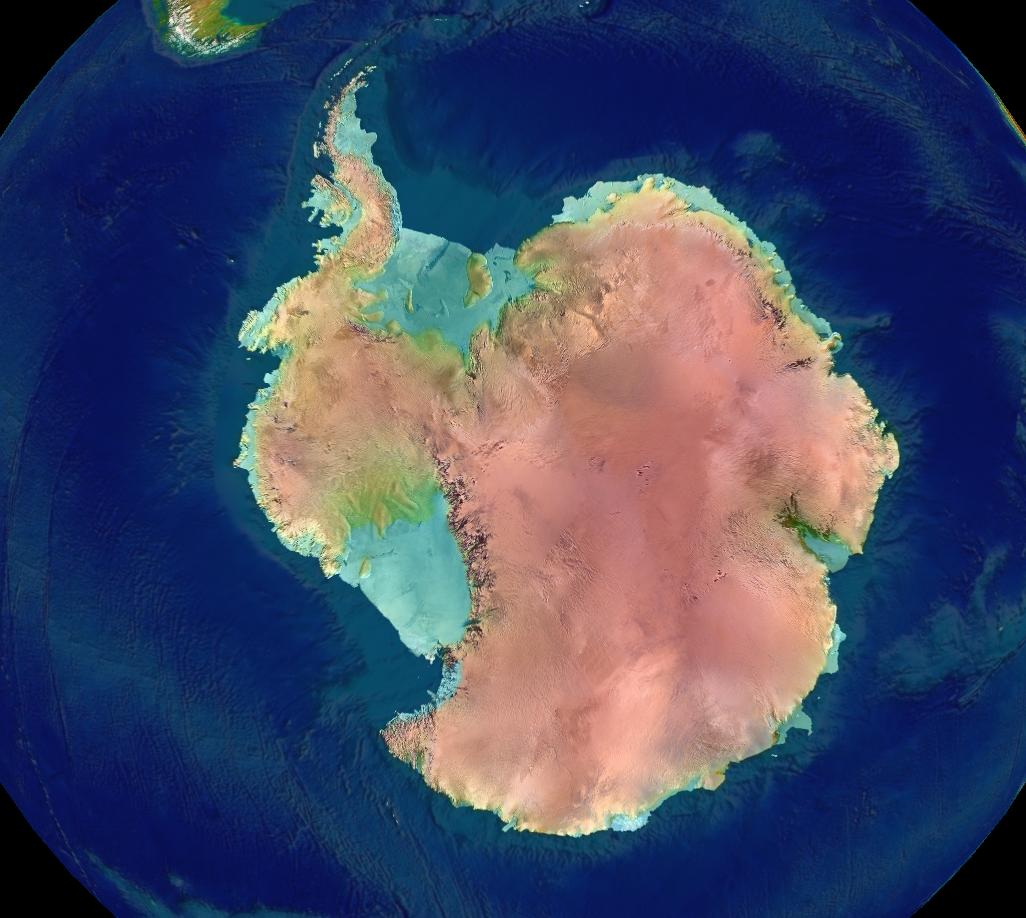
Imagem colorida da elevação e do relevo do continente.

A maior parte do continente austral está localizada ao sul do Círculo Polar Antártico e circundada pelo oceano Antártico. É a massa de terra mais meridional e compreende mais de 14 milhões de quilômetros quadrados, tornando-se o quinto maior continente. Sua costa mede 17 968 quilômetros e é caracterizada por formações de gelo, como mostra a tabela:
| Tipo                                                 | Ocorrência |
| ---------------------------------------------------- | ---------- |
| Plataforma de gelo (gelo flutuante)                  | 44%        |
| Paredes de gelo (sobre o solo)                       | 38%        |
| Correntes de gelo (limite do gelo ou parede de gelo) | 13%        |
| Rocha                                                | 5%         |
| Total                                                | 100%       |

Fisicamente, ela é dividida em duas partes pelos montes Transantárticos perto do estreitamento entre o mar de Ross e o mar de Weddell: a Antártida Oriental, ou Maior, e a Antártida Ocidental, ou Menor, porque correspondem aproximadamente aos hemisférios ocidental e oriental em relação ao meridiano de Greenwich.
Aproximadamente 98% da Antártida está coberta por um manto de gelo, que possui em média dois quilômetros de espessura, sendo 4 776 metros sua espessura máxima. Essa cobertura de gelo tem um volume estimado em 25,4 milhões de quilômetros cúbicos, contendo 70% de toda a água doce do planeta sendo assim o continente de maior altitude média. O gelo advindo do manto forma barreiras que se estendem para além da costa, conhecidas como plataformas de gelo, a maior das quais é a de Ross (com 800 km de largura e estendendo-se por 1 000 km em direção ao polo Sul). Os icebergs são blocos de gelo flutuante formados pela neve, desprendidos das geleiras ou das plataformas de gelo. Embora a maior parte da massa continental da Antártida se encontre acima do nível do mar, uma grande parte da pequena Antárctica Ocidental encontra-se abaixo do nível do mar.
Em grande parte do interior do continente a precipitação média anual fica entre 30 e 70 mm; em algumas áreas de "gelo azul" a precipitação é mais baixa do que a perda de massa pela sublimação e, assim, o balanço local é negativo. Nos vales secos o mesmo efeito ocorre sobre uma base de rochas, conduzindo a uma paisagem esturricada.
Abriga o Polo geográfico Sul do planeta, a 90º de latitude S, e o polo magnético, cuja localização não é fixa. Apenas a península Antártida, com 1 000 km de extensão, não está sempre coberta por gelo. O relevo é marcado pelos montes Transantárticos, prolongamento geológico dos Andes. Ela divide o continente em Antártida Oriental, com planícies, colinas baixas e a geleira Lambert (a maior do mundo), e Antártida Ocidental, com arquipélagos ligados pela cobertura de gelo permanente. As banquisas formadas por água do mar congelado se confundem com o contorno do continente.
A Antártida Ocidental é coberta pelo manto de gelo da Antártida Ocidental. Este chamou a atenção recentemente por causa da possibilidade real de seu colapso: se derretesse, o nível do mar elevar-se-ia em vários metros em um curto espaço de tempo geológico, talvez em questão de séculos. Diversos fluxos de gelo antártico, que correspondem a aproximadamente 10% da cobertura de gelo, correm para uma das muitas plataformas.
A Antártida tem mais de 145 lagos que se encontram sob a superfície de gelo continental. O lago Vostok, descoberto abaixo da estação Vostok em 1996, é o maior deles. Acredita-se que o lago está selado pelo manto de gelo há 30 milhões de anos. Há também alguns rios no continente, o maior dos quais é o rio Onyx, com trinta quilômetros de extensão, que desagua no lago Vanda a 75 metros de profundidade.
Na Antártida Oriental encontram-se os montes Transantárticos (ou Cadeia Transantártica) que se estende por 4 800 quilômetros, desde a Terra de Vitória à Terra de Coats. Na Ocidental está a Península Antártica, ao sul da qual se encontram os montes Ellsworth e o maciço Vinson, ponto mais elevado do continente com 5 140 metros. Localizadas entre suas cordilheiras, há sete geleiras na Antártida, das quais a maior é a Geleira Byrd. Embora seja lar de muitos vulcões, apenas uma cratera na ilha Decepção e o monte Érebo expelem lava atualmente, a primeira desde 1967. O monte Érebo, de 4 023 metros de altitude e localizado na Ilha de Ross, é o vulcão ativo mais meridional do mundo. Pequenas erupções são comuns e fluxos de lava foram observados em anos recentes.

### Clima

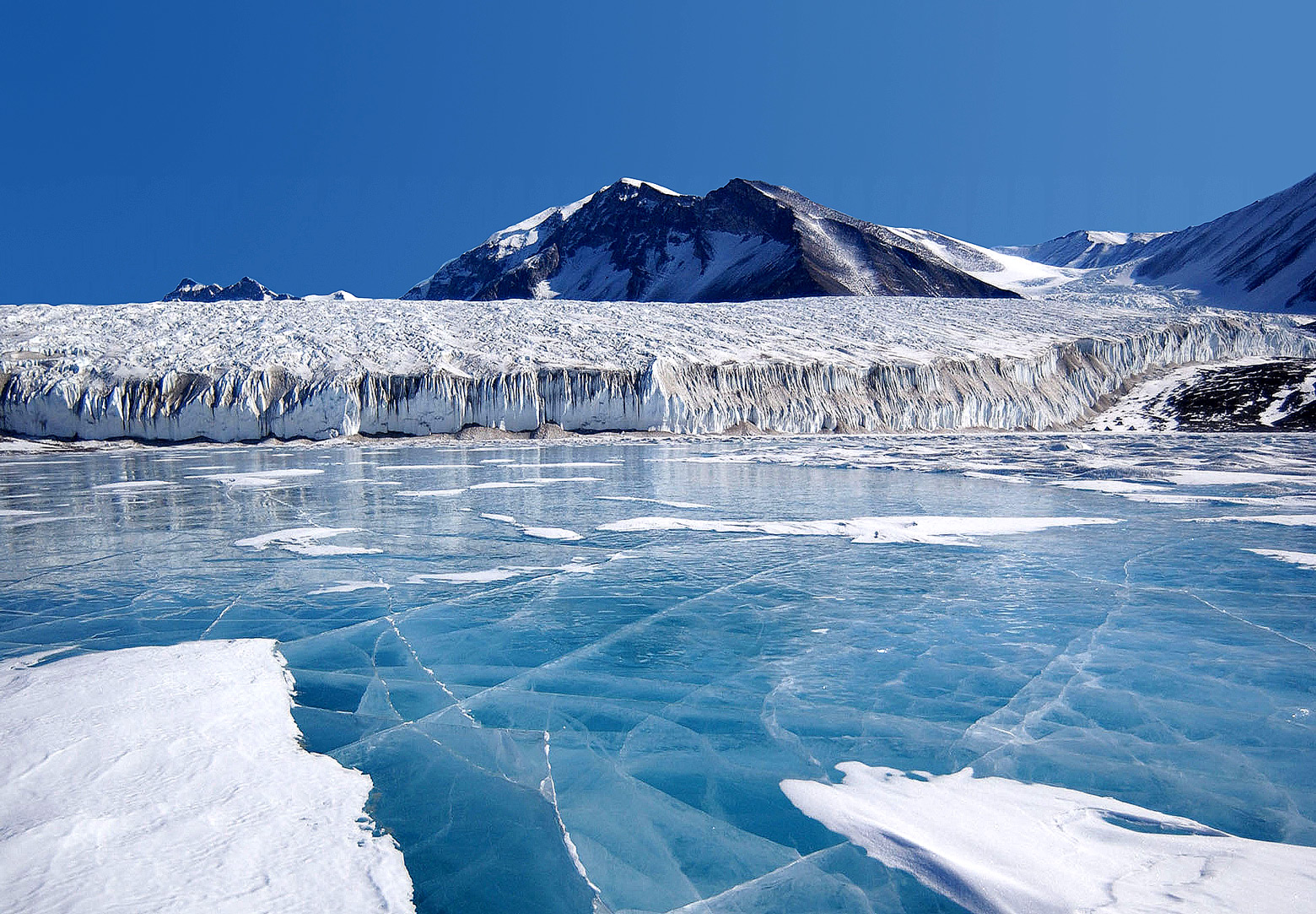
O gelo azul cobrindo o Lago Fryxell, nos Montes Transantárticos, origina-se do derretimento de geleiras.

A Antártida é o continente mais frio e seco da Terra, um grande deserto. A precipitação média anual fica entre 30 e 70 mm. Devido à influência das correntes marítimas, as zonas costeiras apresentam temperaturas mais amenas, com uma média anual de -10 °C (atingindo valores entre 10 °C no verão e -40 °C no inverno). Por outro lado, no interior do continente, a média anual é -30 °C, com temperaturas variando entre -30 °C no verão até abaixo de -80 °C no inverno. A menor temperatura do mundo, -93,2 °C, foi registrada entre Dome Argurs e Dome Fuji no dia 10 de agosto de 2010.
No entanto, estima-se que seja a Cordilheira A (ou Ridge A) seja o local mais frio da superfície terrestre, que fica localizada nas seguintes coordenadas: 81° 30′ S, 73° 30′ L.
Estima-se que, apesar dos seis meses de escuridão do inverno, a incidência da energia solar no Polo Sul seja semelhante à recebida anualmente no equador, mas 75% dessa energia é refletida pela superfície de gelo.
A Antártida Oriental é mais fria que a Ocidental por ser mais elevada. As massas de ar raramente penetram muito no continente, deixando seu interior frio e seco. O gelo no interior do continente dura muito tempo, apesar da falta de precipitação para renová-lo. A queda de neve não é rara no litoral, onde já se registrou a queda de 1,22 metro em 48 horas. Também é um continente com ventos fortes, registrando-se ventos com velocidades superiores a 200 km/h na região costeira, sendo a média nestes locais de 100 km/h. No interior, entretanto, as velocidades são tipicamente moderadas.
A Antártida é mais fria do que o Ártico por dois motivos: em primeiro lugar, grande parte do continente está a mais de três quilômetros acima do nível do mar. Em segundo lugar, a área do polo Norte é coberta pelo oceano Ártico e o relativo calor do oceano é transferido através do gelo, impedindo que as temperaturas nas regiões árticas alcancem os extremos típicos da superfície da terra no sul.
Alguns eventos climáticos são comuns na região. A aurora austral, conhecida como "luzes do sul", é um brilho observado durante a noite perto do Polo Sul. Outro acontecimento é o pó de diamante, neblina composta de pequenos cristais de gelo. Forma-se geralmente sob céu limpo, por isso é referido como precipitação de céu limpo. Falsos sóis, brilhos formados pela reflexão da luz solar em cristais de gelo, conhecidos como parélio, são uma manifestação óptica atmosférica comum.
Em 9 de fevereiro de 2020, o continente registrou uma temperatura de 20,7 °C, a mais alta de toda a história da Antártida.

### Flora

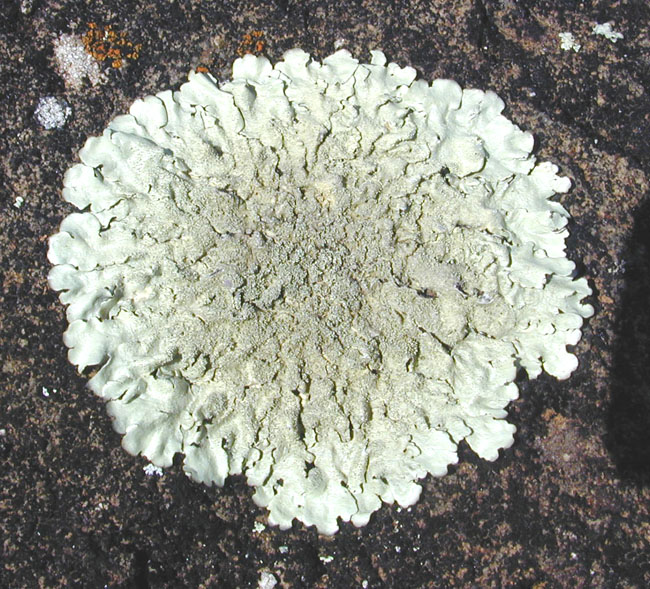
Aproximadamente 400 espécies de líquenes são conhecidas na Antártida.

As principais dificuldades para o crescimento dos vegetais na Antártida são os fortes ventos, a curta espessura do solo e a limitada quantidade de luz solar durante o inverno austral.
Por isso, a variedade de espécies de plantas na superfície é limitada a plantas "inferiores", como musgos e hepáticas. Além disso há uma comunidade autotrófica, formada por protistas. A flora continental consiste em líquens, briófitas, algas e fungos. O crescimento e a reprodução ocorrem geralmente no verão.
Há mais de 200 espécies de líquens e aproximadamente 50 espécies de briófitas, tais como musgos. No continente existem 700 espécies de algas, a maioria das quais forma o fitoplâncton. Diatomáceas e algas da neve, algas microscópicas que crescem na neve e no gelo dando-lhes coloração, são abundantes nas regiões costeiras durante o verão. Há ainda duas espécies de plantas que florescem e são encontradas na Península Antártica.

### Fauna

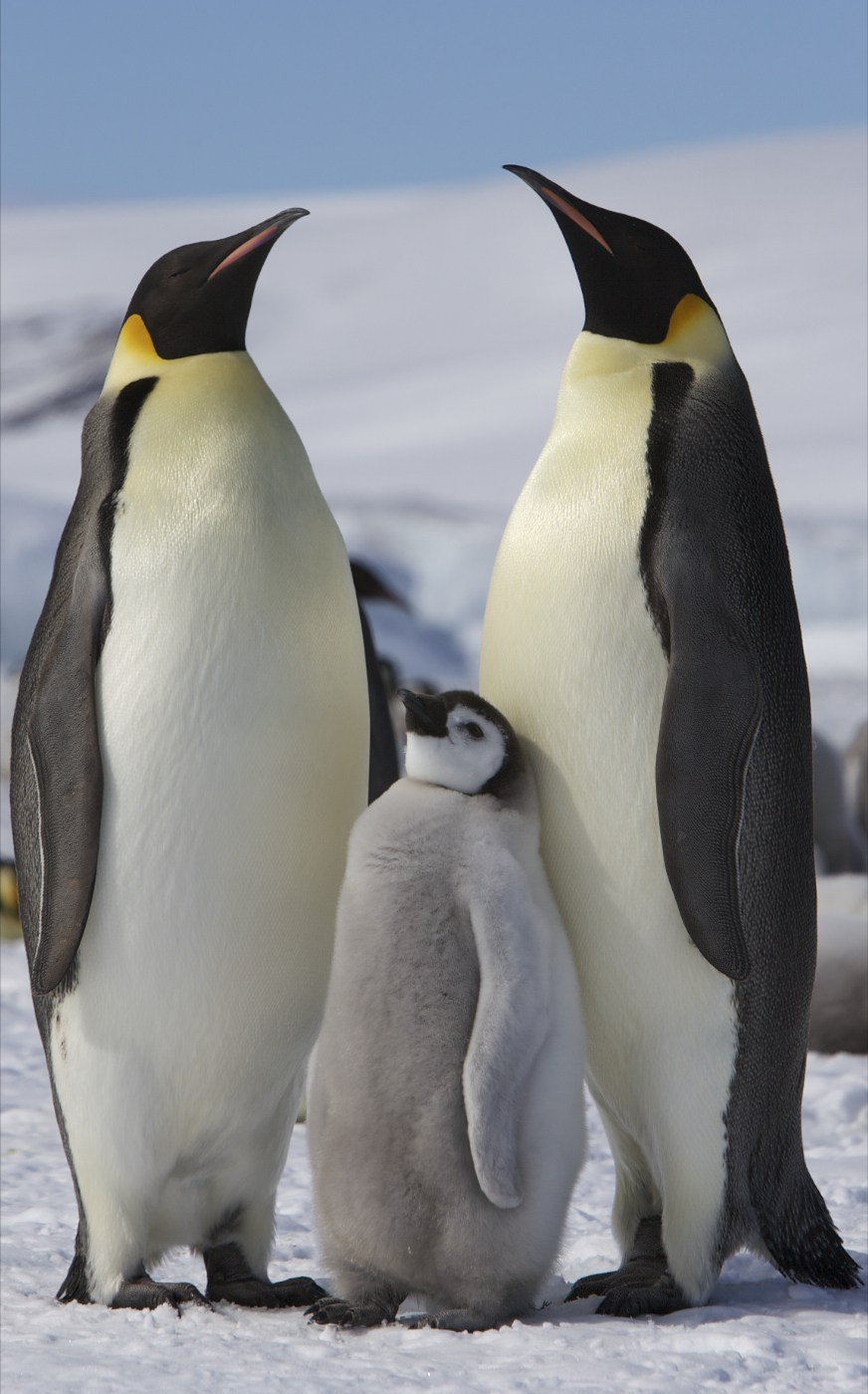
Pinguins-imperador na ilha do Monte Nevado.

O krill é muito importante para a maior parte das teias alimentares, servindo de alimento para lulas, baleias, focas, como a foca-leopardo, pinguins e outras aves. As aves mais comuns são os pinguins, os albatrozes e os petréis. No entanto, somente 13 espécies fazem seus ninhos em terra firme, geralmente no litoral, e partem para regiões mais quentes no inverno. Enquanto todas as demais migram, duas espécies de pinguim permanecem e migram para o interior: o pinguim-imperador, a maior espécie, e o pinguim-de-adélia. Por volta de abril, machos e fêmeas dos pinguins-imperador migram cem quilômetros para o sul, as fêmeas voltam para o litoral para se alimentar, só voltando em julho e os machos se agrupam para se aquecerem.
A fauna dos mares em torno da Antártida é bastante rica. É composta por uma miríade de invertebrados como esponjas, anêmonas, estrelas-do-mar e ouriços-do-mar, anelídeos, crustáceos e moluscos e entre os mais abundantes estão o isópode Glyptonotus antarticus e o molusco Nacella concinna, comum nas zonas costeiras. As condições ambientais afetam o crescimento e a reprodução desses animais: eles se tornam maiores e crescem mais lentamente, se reproduzindo de forma mais lenta em comparação com seus congéneres de regiões quentes.
Em regiões com profundidade de cerca de 200 metros abaixo da camada de gelo e em plena escuridão, acreditava-se que existiam apenas micróbios, mas, conforme anúncio feito pela NASA em 16 de março de 2010, também podem ser encontrados o crustáceo Lyssianasid amphipod e uma espécie de água-viva.
A aprovação do Ato de Conservação da Antártida trouxe severas restrições ao continente. A introdução de plantas ou dos animais estrangeiros pode ser punida criminalmente, bem como a retirada de qualquer espécie nativa. O excesso de pesca do krill, de grande importância para o ecossistema local, fez com que a pesca fosse regulamentada e controlada. A Convenção para Conservação dos Recursos Vivos Marinhos Antárticos (CCAMLR, em inglês), um tratado que entrou em vigor em 1980, requer que regulamentos sobre o Oceano Antártico levem em conta os potenciais efeitos sobre todo o ecossistema antártico. Apesar destes novos regulamentos, a pesca ilegal, particularmente da merluza-negra, continua sendo um sério problema. A pesca ilegal da merluza aumentou para cerca de trinta e duas mil toneladas em 2000.

## Geologia
Há mais de 100 milhões de anos a Antártida fazia parte da Gondwana. Ao longo do tempo, a Gondwana dividiu-se e a Antártida como é conhecida hoje formou-se por volta de há 25 a 23 milhões de anos, ao se separar da América do Sul e tornar-se totalmente circundada pelo oceano Antártico.

### Paleozoico

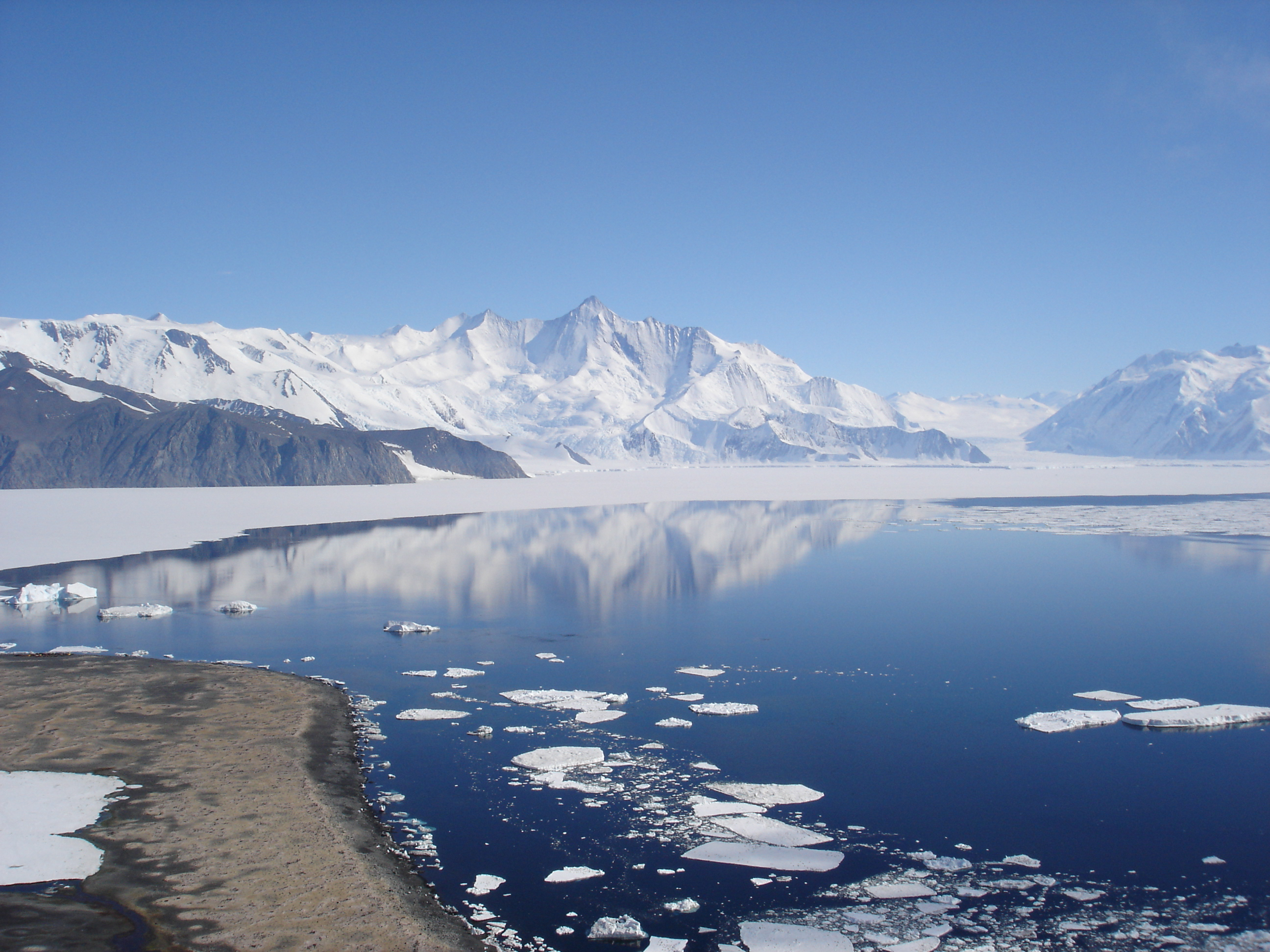
O monte Herschel.

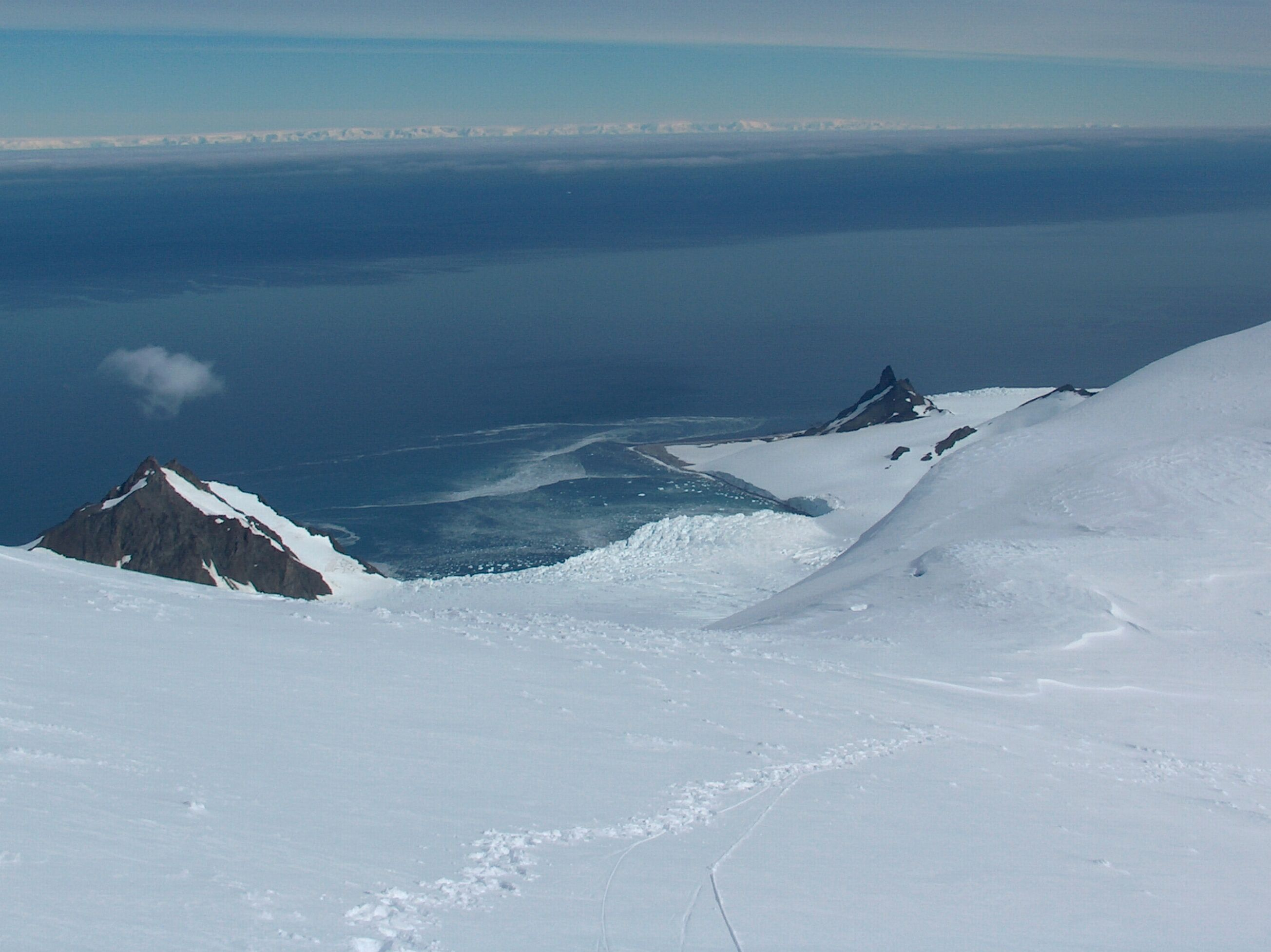
Estreito de Bransfield.

No período Cambriano, há entre 540 e 250 milhões de anos, o clima na Gondwana era ameno. A Antártida Ocidental estava parcialmente no Hemisfério Norte, e durante este período grandes quantidades de arenito, calcário e xisto foram depositados. A Antártida Oriental estava no Equador, onde invertebrados e trilobitas floresciam no fundo dos mares tropicais. Por volta do início do período Devoniano (416 milhões de anos) a Gondwana estava em latitudes mais ao sul e o clima era mais frio, embora sejam conhecidos fósseis de plantas deste período. Areia e siltes assentaram-se no que são agora os montes Ellsworth, Horlick e Pensacola. A glaciação começou no fim do período Devoniano (360 milhões de anos) movendo-se em direção ao polo Sul e o clima esfriou, embora ainda houvesse flora. Durante o período Permiano, pteridófitas que cresciam em pântanos dominavam a paisagem. Com o tempo estes pântanos transformaram-se em depósitos de carvão nos montes Transantárticos. Um aquecimento contínuo ao fim do Permiano tornou o clima quente e seco na maior parte da Gondwana.

### Mesozoico
Como resultado do aquecimento contínuo, há entre 250 e 65 milhões de anos, a cobertura de gelo polar derreteu e grande parte da Gondwana transformou-se em um deserto. Na Antártida Oriental pteridospermatophytas, espécie de pteridófita atualmente extinta, tornaram-se comuns, e grandes quantidades de arenito e de xisto assentaram-se. A península Antártica começou a se formar durante o período Jurássico (há entre 206 e 146 milhões de anos), e as ilhas subantárticas emergiram gradualmente do oceano. Nogueiras-do-japão e cicadáceas eram abundantes durante este período, bem como répteis. No período Cretáceo (há entre 146 e 65 milhões de anos), a Antártida Ocidental foi dominada por florestas de coníferas, embora notofagáceas tenham começado a dominar no fim deste período. Amonites eram comuns nos mares em torno da Antártida, e também havia dinossauros, embora somente quatro espécies antárticas tenham sido encontradas até agora (Cryolophosaurus e Glacialisaurus do Jurássico, Antarctopelta e Trinisaura do Cretáceo). Foi durante esse período que a Gondwana começou a separar-se. A Antártica abrigava florestas tropicais, há quase 90 milhões de anos. O solo da floresta descoberto no período Cretáceo, a 900 km do Polo Sul, os pesquisadores descobriram que os níveis de dióxido de carbono (CO2) na atmosfera eram mais altos do que o esperado durante o período intermediário do Cretáceo, há 115-80 milhões de anos, desafiando modelos climáticos do período.

### Divisão da Gondwana
A África separou-se da Antártida por volta de há 160 milhões de anos, seguida pelo subcontinente indiano no início do Cretáceo (aproximadamente há 125 milhões de anos). Há 65 milhões de anos, a Antártica (ainda conectada à Austrália) tinha um clima entre tropical e subtropical, somado a uma fauna de marsupiais. Há 40 milhões de anos, o continente australiano, então unido à atual ilha da Nova Guiné separou-se da Antártida e o gelo começou a aparecer. Por volta de há 23 milhões de anos, o surgimento da passagem de Drake entre a Antártida e a América do Sul resultou no aparecimento da Corrente Circumpolar Antártica. O gelo propagou-se, substituindo as florestas que cobriam o continente. O continente está coberto de gelo desde há 15 milhões de anos.

### Geologia atual

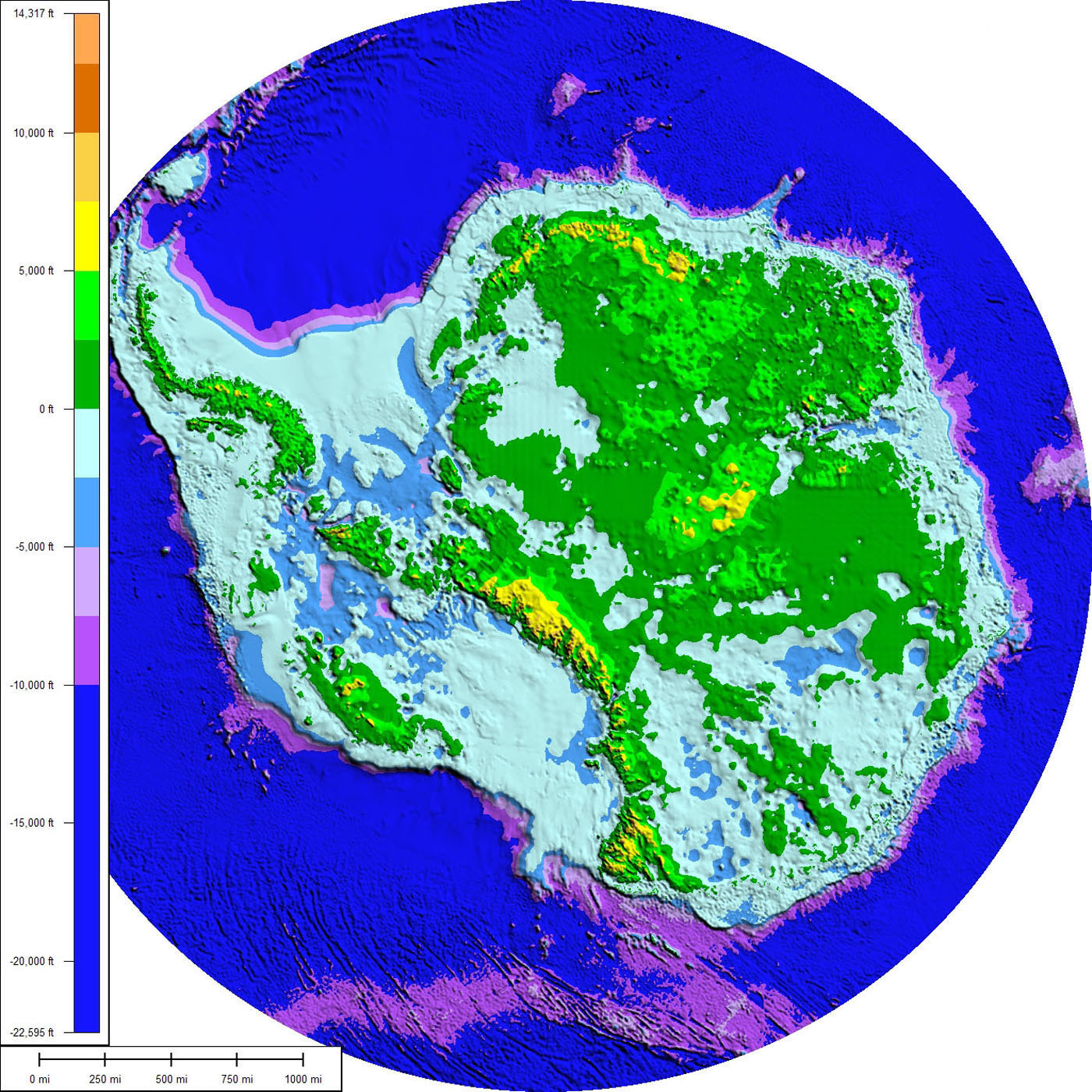
A Antártida sem a sua cobertura de gelo. (Esse mapa não considera que o nível do mar e do continente se elevariam pelo derretimento do gelo).

Os estudos geológicos da Antártida foram dificultados por quase todo o continente ser coberto permanentemente por uma grossa camada de gelo. Entretanto, novas técnicas como o sensoriamento remoto (deteção remota) começaram a revelar as estruturas por debaixo do gelo.
Geologicamente, a Antártida Ocidental assemelha-se aos Andes. A península Antártica foi formada pela elevação e metamorfismo de sedimentos do leito do mar durante o final da era Mesozoica. Esta elevação de sedimentos foi acompanhada de intrusões ígneas e vulcanismo. As rochas mais comuns na Antártida Ocidental são o andesito e o riolito formadas durante o período Jurássico. Há evidências de vulcanismo, mesmo depois da formação do manto de gelo, na Terra de Marie Byrd e na Ilha Alexandre I. A única área atípica da Antártida Ocidental é a dos montes Ellsworth, a região onde a estratigrafia é mais parecida com a da parte oriental do continente.
A Antártida Oriental é geologicamente muito antiga, datando do pré-cambriano, com algumas rochas formadas há mais de 3 000 milhões de anos. É formada por uma plataforma metamórfica e ígnea que é a base do escudo continental. Acima desta base estão várias rochas mais modernas, como arenito, calcário, carvão e xisto depositadas durante os períodos Devoniano e Jurássico para dar forma aos Montes Transantárcticos. Em áreas costeiras como a cordilheira Shackleton e a Terra de Vitória foram encontradas algumas falhas geológicas.
O principal recurso mineral conhecido no continente é o carvão. Inicialmente, foi encontrado por Frank Wild perto da geleira Beardmore na expedição do Nimrod, e conhece-se a existência de carvão de baixa qualidade em muitas partes dos montes Transantárticos. As montanhas Príncipe Charles contêm depósitos significativos de minério de ferro. Os recursos mais valiosos da Antártida, localizados ao largo do continente, são campos petrolíferos e de gás natural, encontrados no mar de Ross em 1973. A exploração de todos os recursos minerais está proibida pelo Protocolo de Proteção Ambiental do Tratado da Antártida. Até 2048, tal proibição só poderá ser revogada ou alterada sob aprovação unânime dos países consultores do Tratado da Antártida e após estabelecimento de um regime legal para a atividade exploratória.

## Demografia
Embora a Antártida não tenha residentes permanentes, alguns governos mantêm estações de pesquisa permanentes por todo o continente. A população de cientistas no continente e nas ilhas subantárticas varia de aproximadamente quatro mil no verão a mil no inverno. Muitas das estações de pesquisa mantêm pessoal durante todo o ano.

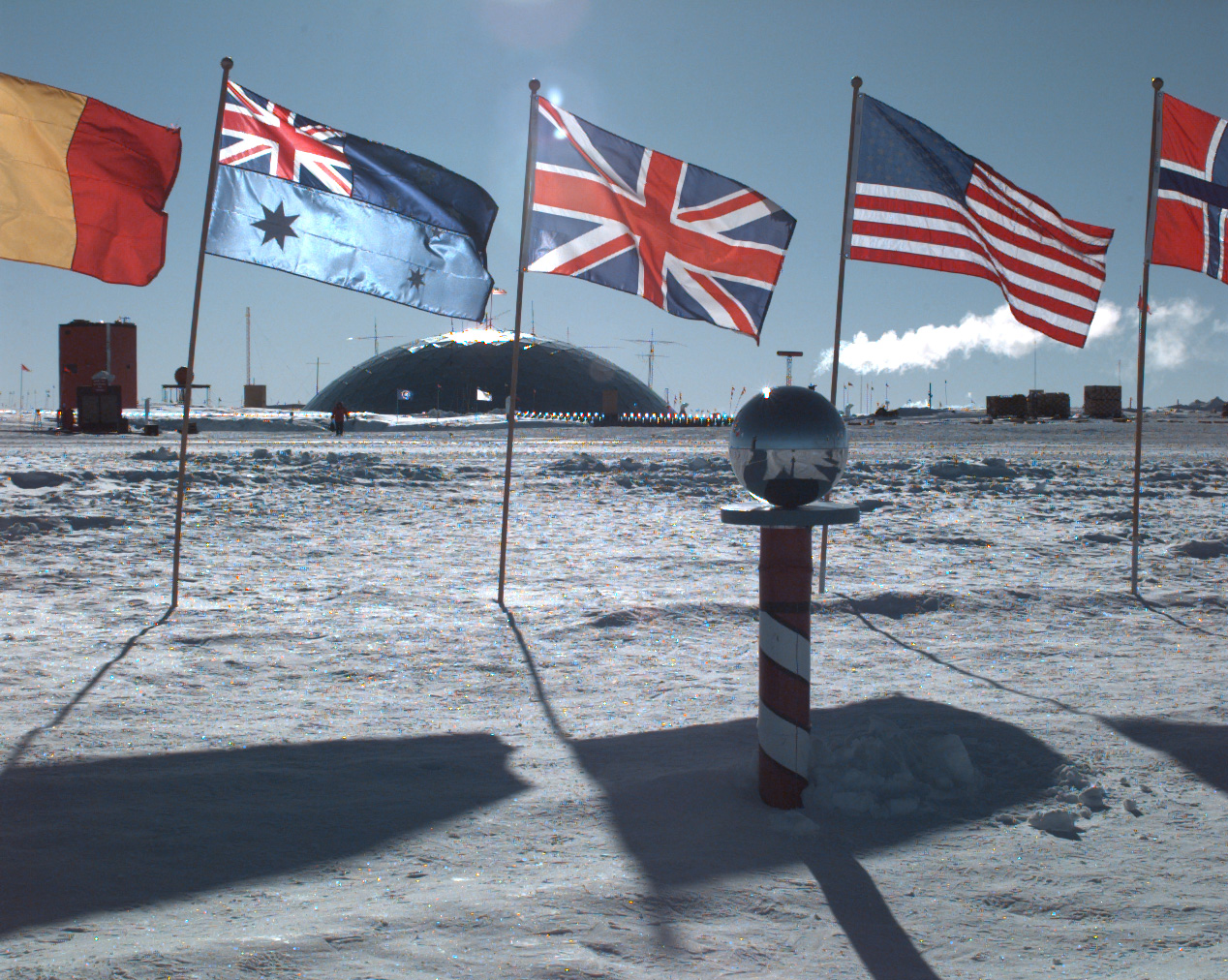
O Polo Sul "cerimonial" localizado na Estação Amundsen-Scott.

Os primeiros habitantes semipermanentes das áreas subantárticas eram marinheiros da Inglaterra e Estados Unidos que costumavam passar um ano ou mais na Geórgia do Sul, desde 1786. Durante a era da caça à baleia, que durou até 1966, a população da ilha variava de mil no verão (ou dois mil em alguns anos) a duzentas no inverno. A maioria dos baleeiros era norueguesa, com crescente proporção de britânicos. Os povoados incluíam Grytviken, Leith Harbour, Ponto Rei Eduardo, Stromness Harbour, Husvik Harbour, Prince Olav Harbour, Ocean Harbour e Godthul.
Os administradores e outros oficiais encarregues das estações baleeiras muitas vezes viviam junto com suas famílias. Entre eles estava o fundador de Grytviken, o capitão Carl Anton Larsen, um importante baleeiro norueguês e explorador que adotou a cidadania britânica em 1910 junto com a família. No entanto, após o fim da caça às baleias na década de 1960, a população reduziu-se drasticamente para menos de cem pessoas.
A primeira criança nascida na região polar austral foi uma menina norueguesa, Solveig Gunbjørg Jacobsen, na cidade de Grytviken em 8 de outubro de 1913, e seu nascimento foi registrado pelo magistrado britânico residente na ilha Geórgia do Sul. Era filha de Fridthjof Jacobsen, administrador assistente da estação baleeira, e de Klara Olette Jacobsen. Jacobsen chegou à ilha em 1904 para tornar-se o administrador de Grytviken, servindo de 1914 a 1921; dois de seus filhos nasceram na ilha.
Emilio Marcos de Palma foi o primeiro a nascer no continente, na Base Esperanza em 1978. Seus pais haviam sido enviados para lá pelo governo argentino juntamente com sete outras famílias, para determinar se a vida em família era possível no continente. Em 1984, Juan Pablo Camacho nasceu na base de Presidente Eduardo Frei Montalva, sendo o primeiro chileno nascido na Antártida. Diversas bases são agora lar de famílias com crianças que vão a escolas em estações. Em 2009, mais onze crianças nasceram na Antártida (ao sul do paralelo 60 S): oito na Base Esperanza e mais três em Base Presidente Eduardo Frei Montalva.

## Política

Emblema do Tratado da Antártida desde 2002.

Como único continente desabitado, a Antártida não tem nenhum governo e não pertence a nenhum país. Vários países reivindicam áreas, mas estas reivindicações não são reconhecidas por outros. A área entre os meridianos 90° O e 150° O é a única parte da Antártida e da Terra não reivindicada por nenhum país.
O Tratado da Antártida é o documento assinado em 1 de dezembro de 1959 pelos países que reclamavam a posse de partes do continente da Antártida, em que se comprometem a suspender suas pretensões por período indefinido, permitindo a liberdade de exploração científica do continente, em regime de cooperação internacional.
Desde 1959, as reivindicações na Antártida estão suspensas e o continente é considerado politicamente neutro. Sua situação é regulada pelo Tratado da Antártida e por outros acordos relacionados, chamados em seu conjunto de Sistema do Tratado da Antártida. Para as finalidades do Sistema de Tratados, a Antártida é definida como toda a terra e plataformas de gelo em torno do paralelo 60° S. O tratado foi assinado por 12 países, incluindo a União Soviética e os Estados Unidos, e transformou o continente numa área de preservação científica, estabeleceu a liberdade de investigação científica, a proteção ambiental e baniu exercícios militares no continente. Este foi o primeiro acordo para o controlo de armas estabelecido durante a Guerra Fria.
O Tratado da Antártida proíbe quaisquer operações militares no continente e ilhas próximas, tais como o estabelecimento de bases e de fortificações militares, a realização de manobras militares, ou o teste de qualquer tipo de arma. Pessoal e equipamento militar são permitidos apenas para pesquisa científica ou para outros propósitos pacíficos. A única operação militar em larga escala documentada foi a Operación 90, empreendida pelas forças armadas da Argentina dez anos antes de estabelecido o Tratado.

### Reivindicações territoriais
Os seguintes países possuem reivindicações territoriais na Antártida.
| Data | País          | Território                                        | Limites da reivindicação                 | Mapa |
| ---- | ------------- | ------------------------------------------------- | ---------------------------------------- | ---- |
| 1908 | Reino Unido   | Território Antártico Britânico                    | 20°W até 80°W                            |      |
| 1923 | Nova Zelândia | Dependência de Ross                               | 150°W até 160°E                          |      |
| 1924 | França        | Terra Adélia                                      | 142°2'E até 136°11'E                     |      |
| 1929 | Noruega       | Ilha de Pedro I                                   | 68° 50′ S, 90° 35′ O                     |      |
| 1933 | Austrália     | Território Antártico Australiano                  | 160°E até 142°2'E e 136°11'E até 44°38'E |      |
| 1939 | Noruega       | Terra da Rainha Maud                              | 44°38'E até 20°W                         |      |
| 1940 | Chile         | Território Antártico Chileno                      | 53°W até 90°W                            |      |
| 1943 | Argentina     | Antártida Argentina                               | 25°W até 74°W                            |      |
| –    | Nenhum        | Território não reivindicado (Terra de Marie Byrd) | 90°W to 150°W (exceto Ilha Pedro I)      |      |

Mapa de reivindicações territoriais na Antártica, incluindo a não reclamada Terra de Marie Byrd
Argentina
Austrália
Chile
França
Nova Zelândia
Noruega
Reino Unido

As reivindicações argentina, britânica e chilena sobrepõem-se. A Austrália tem a maior reivindicação de território na Antártida (42% do continente). Os Estados Unidos e a Rússia não reconhecem nenhuma reivindicação territorial na Antártida, reservando-se o direito de fazer suas próprias reivindicações.
Nenhuma das reivindicações antárticas é reconhecida pela comunidade internacional. Nos termos do Artigo IV do Tratado da Antártida, que regula as atividades humanas ao sul do paralelo 60°S, nenhuma atividade durante a vigência do Tratado pode ser considerada reconhecimento, reforço ou negação das reivindicações territoriais.
A Alemanha nazista também manteve uma reivindicação chamada Nova Suábia, entre 1939 e 1945. Ela estava situada entre 20°E e 10°W, sobrepondo-se à reivindicação da Noruega.

### Outros territórios considerados antárticos
- Dependências
  -  Ilha Bouvet (Noruega)

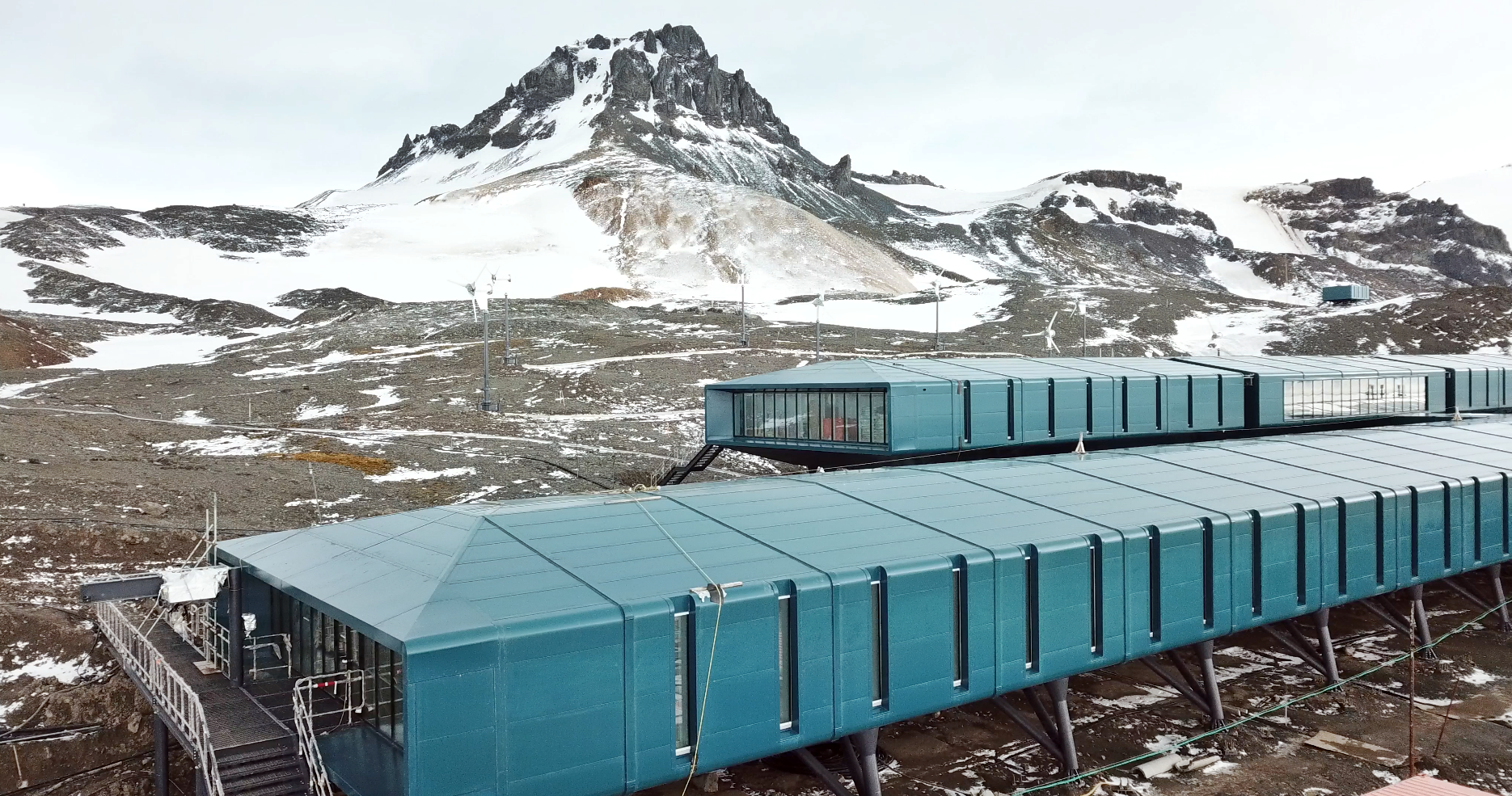
Base antártica brasileira Comandante Ferraz.

  -  Ilha Heard e Ilhas McDonald (Austrália)
  -  Terras Austrais e Antárticas Francesas[nota 3]
- Outros territórios (parte integrante dos seus respectivos países)
  -  Ilhas Antípodas (Nova Zelândia)
  -  Ilhas Auckland (Nova Zelândia)
  -  Ilhas Bounty (Nova Zelândia)
  -  Ilhas Campbell (Nova Zelândia)
  -  Ilha Macquarie (Austrália)
  -  Ilhas do Príncipe Eduardo (África do Sul)
  -  Ilhas Snares (Nova Zelândia)

### Países com bases na Antártida
Hoje, 29 países possuem bases científicas na Antártida: África do Sul, Alemanha, Argentina, Austrália, Brasil, Bélgica, Bulgária, Chile, República Popular da China, Coreia do Sul, Equador, Espanha, Estados Unidos, Federação Russa, Finlândia, França, Índia, Itália, Japão, Nova Zelândia, Noruega, Peru, Polônia, Reino Unido, República Checa, Romênia, Suécia, Ucrânia e Uruguai.

## Economia

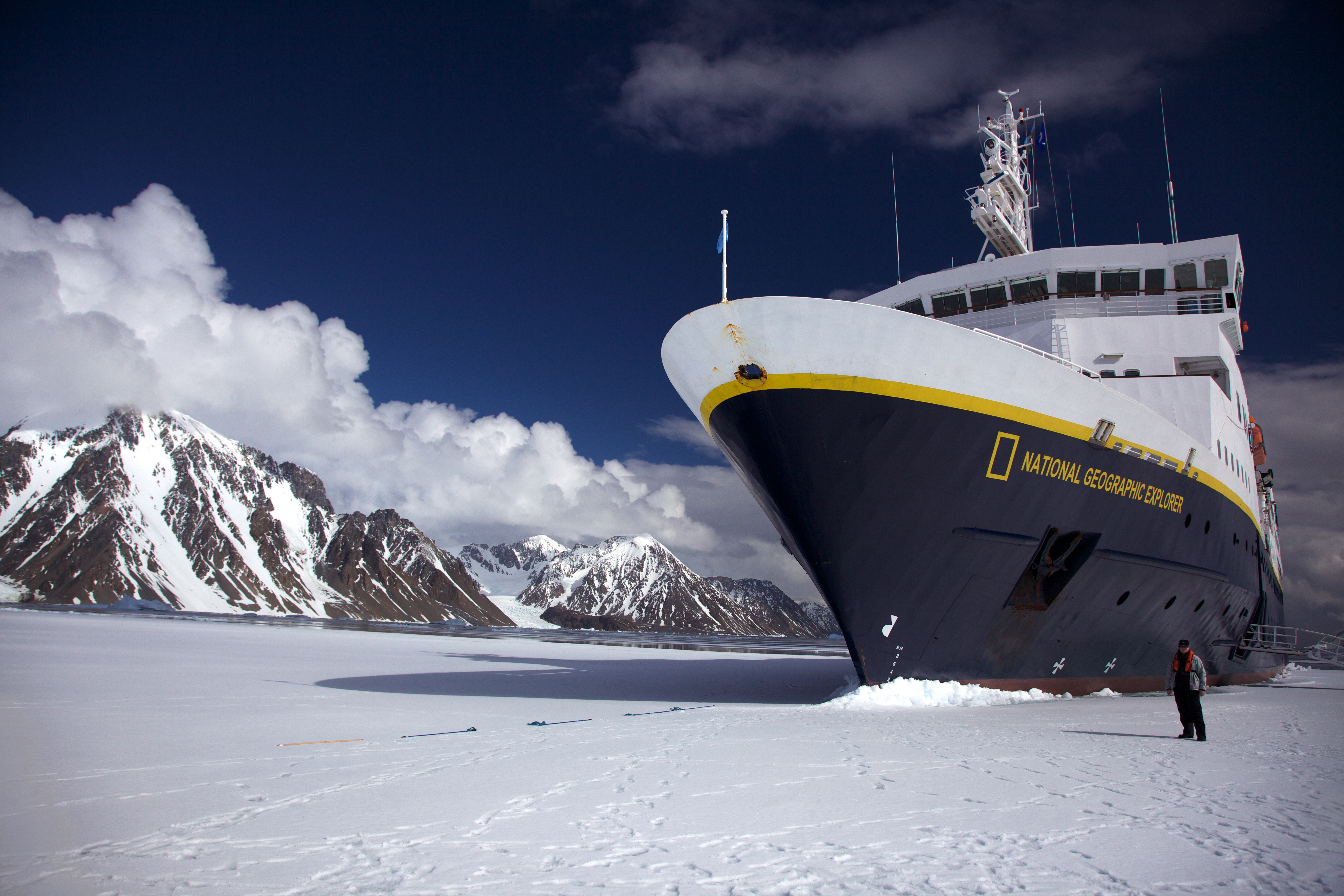
Navio expedicionário National Geographic Explorer.

Ainda que o carvão, os hidrocarbonetos, o minério de ferro, a platina, o cobre, o crômio, o níquel, ouro e outros minerais tenham sido encontrados, eles existem em quantidades pequenas demais para a exploração. O Protocolo de Proteção Ambiental para o Tratado da Antártida (ou Protocolo de Madri) de 1991 também restringe disputas por recursos. Em 1998 estabeleceu-se um compromisso pela proibição da mineração por 50 anos até o ano 2048, e decidiram-se desenvolvimento econômico e exploração mais limitados. A atividade primária básica é a captura e comércio de peixe. A pesca entre 2000 e 2001 chegou a 112 934 toneladas.
O turismo em pequena escala existe desde 1957 e é atualmente autorregulado pela Associação Internacional das Operadoras de Turismo Antártico (IAATO, em inglês). Entretanto, nem todas as embarcações uniram-se à IAATO. Muitos navios transportam pessoas para locais turísticos específicos. Um total de 27 950 turistas visitou a Antártida no verão de 2004 a 2005, quase todos vindos de navios comerciais. Esse número deverá aumentar para 80 mil em 2010.
Houve algumas preocupações recentes sobre os efeitos ambientais causados pelo influxo de visitantes. Ambientalistas e cientistas fizeram apelos por maiores restrições aos navios e ao turismo. Sobrevoos da Antártida (que não aterrissam) vindos da Austrália e Nova Zelândia eram realizados até o acidente do voo 901 da Air New Zealand em 1979 no monte Érebo, tendo sido recomeçados da Austrália na metade da década de 1990.

## Infraestrutura

### Comunicação
As comunicações na Antártida já foram dificultadas pelo isolamento do continente, mas no presente as comunicações por satélite possibilitam a conversação de cientistas com suas famílias pela internet. Embora não haja cabos telefónicos para o continente, os telefones via satélite também são utilizados e os telefones convencionais são utilizados para comunicações internas nas bases, aviões e navios da região. Há pelo menos uma estação de televisão transmitindo no continente, para a Estação McMurdo dos Estados Unidos, além de estações de rádio, AM e FM, e de comunicação através de ondas curtas como o radioamadorismo. O correio chega à Antártida através de helicópteros e navios.

### Transportes
Os transportes na Antártida evoluíram desde os trenós puxados por cães na época de Shackleton (o uso de cães foi banido pelo Protocolo de Madri, retirados definitivamente do continente em 1994) aos veículos motorizados atuais. Os meios de transporte em áreas remotas como a Antártida têm que lidar com as baixas temperaturas e os fortes ventos para garantir a segurança dos passageiros. Devido à fragilidade do ecossistema antártico, poucos deslocamentos podem ser feitos e a utilização de transportes sustentáveis é necessária para minimizar os efeitos no espaço ecológico. A infraestrutura em água, solo e ar precisa ser segura. Presentemente, milhares de turistas e cientistas utilizam o sistema de transportes da Antártida.

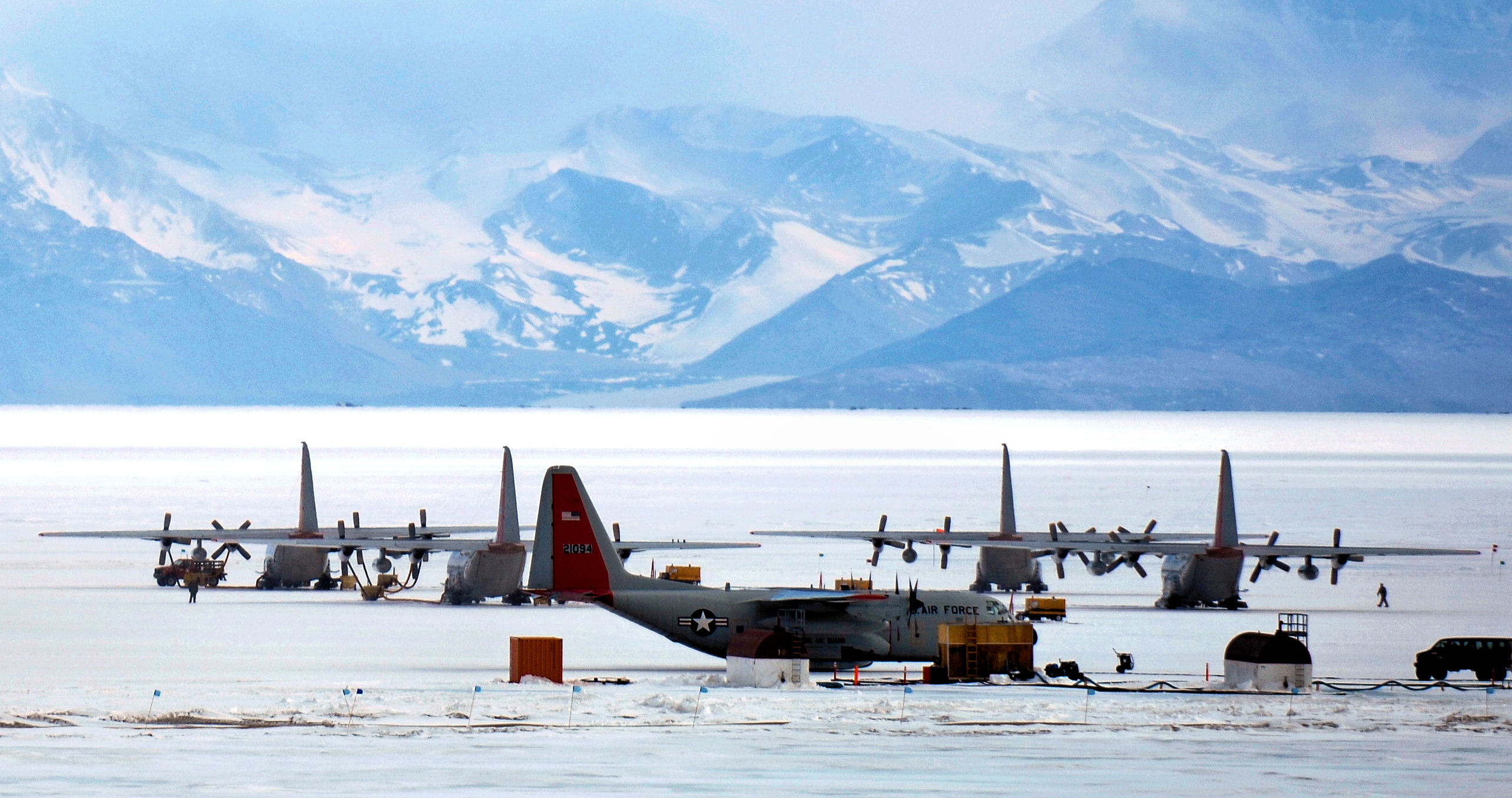
Campo Williams, um aeródromo do Programa Antártico dos Estados Unidos

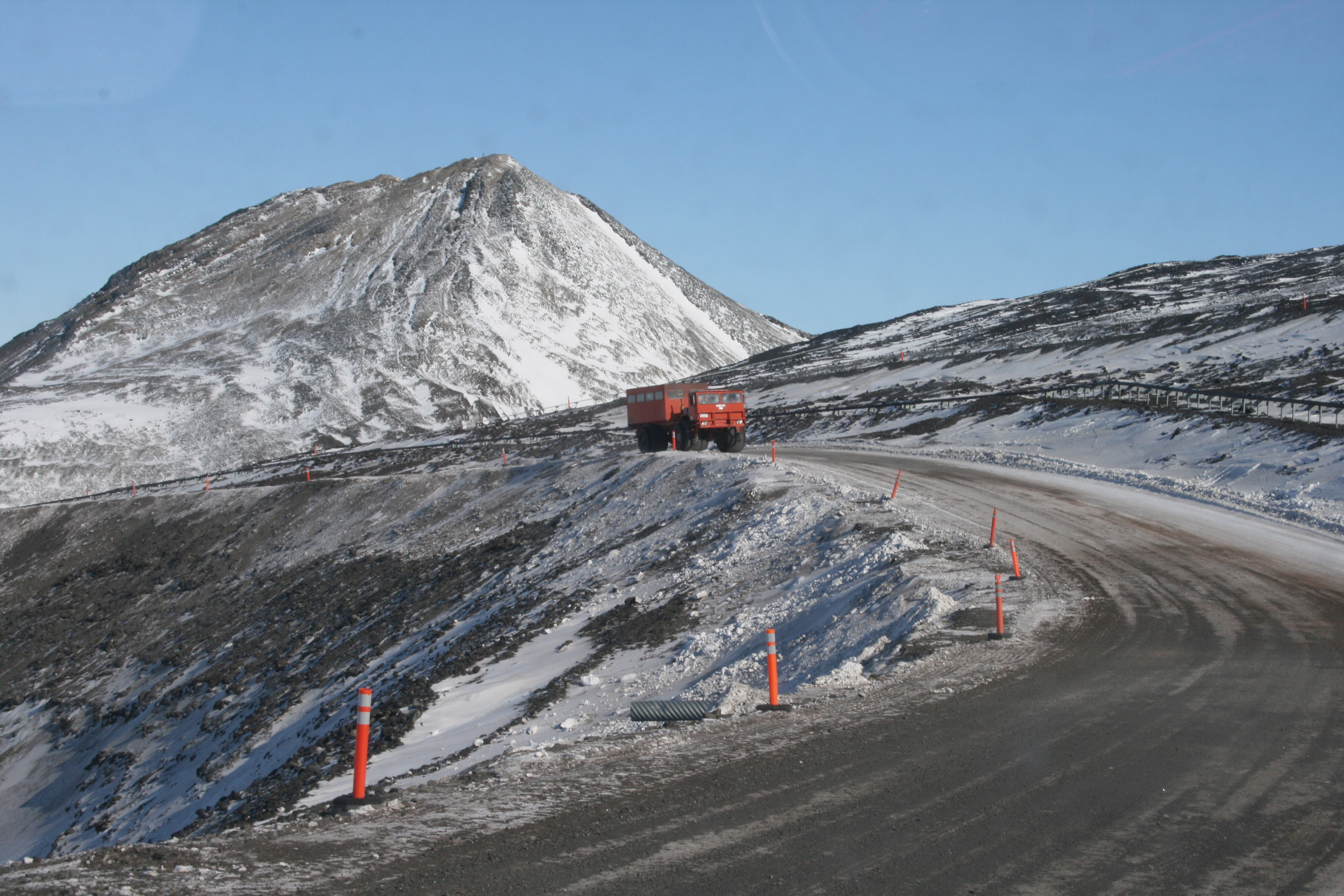
Trecho da Estrada do Polo Sul na ilha de Ross.

O transporte por terra é feito a pé (por meio de esquis e sapatos de neve) ou veículos (veículos motorizados como as motos de neve, escavadeiras, e trenós puxados por cães, no passado). A escassez e baixa qualidade das estradas limitam as viagens por terra. Em geral, os veículos precisam estar adaptados com pneumáticos mais grossos, correias como as dos carros de combate ou correntes. O combustível deve ser diferenciado, para não congelar com o frio extremo.
Não há portos de grande porte na Antártida. A maioria das estações costeiras possui apenas ancoradouros e os suprimentos são transportados dos navios para a praia em pequenos barcos e helicópteros. Poucas estações têm cais. Todos os navios ancorados são submetidos à inspeção de acordo com o artigo sete do Tratado da Antártida. As ancoragens costeiras são raras e intermitentes. Normalmente é necessário que um navio quebra-gelo abra caminho antes que outros navios possam navegar. O transporte aéreo é feito por meio de aviões e helicópteros (ver: aviação polar). Os aviões precisam de esquis ou rodas para pousar. As pistas de pouso e decolagem dos aviões e os heliportos têm que ser mantidas livres de neve para assegurar pousos e decolagens seguras. O continente tem 32 aeroportos, mas não há aeroportos abertos ao acesso público ou instalações de pouso.
Um total de 37 estações operadas por 16 governos signatários do Tratado da Antártida têm instalações de pouso para helicópteros. Empresas comerciais operam ainda duas instalações aeroportuárias. Heliportos estão disponíveis em 27 estações. As pistas de pouso e decolagem em 15 locais são feitas de cascalho, banquisas, gelo azul ou neve compactada apropriados para pousos de aviões com pneus. As pistas de pouso são em geral pequenas.
Os aeroportos da Antártida estão sujeitos a severas limitações por causa das condições climáticas e geográficas. Eles não atendem aos padrões da Organização da Aviação Civil Internacional e a aprovação das organizações governamentais ou não-governamentais responsáveis é necessária antes do pouso.

## Pesquisas

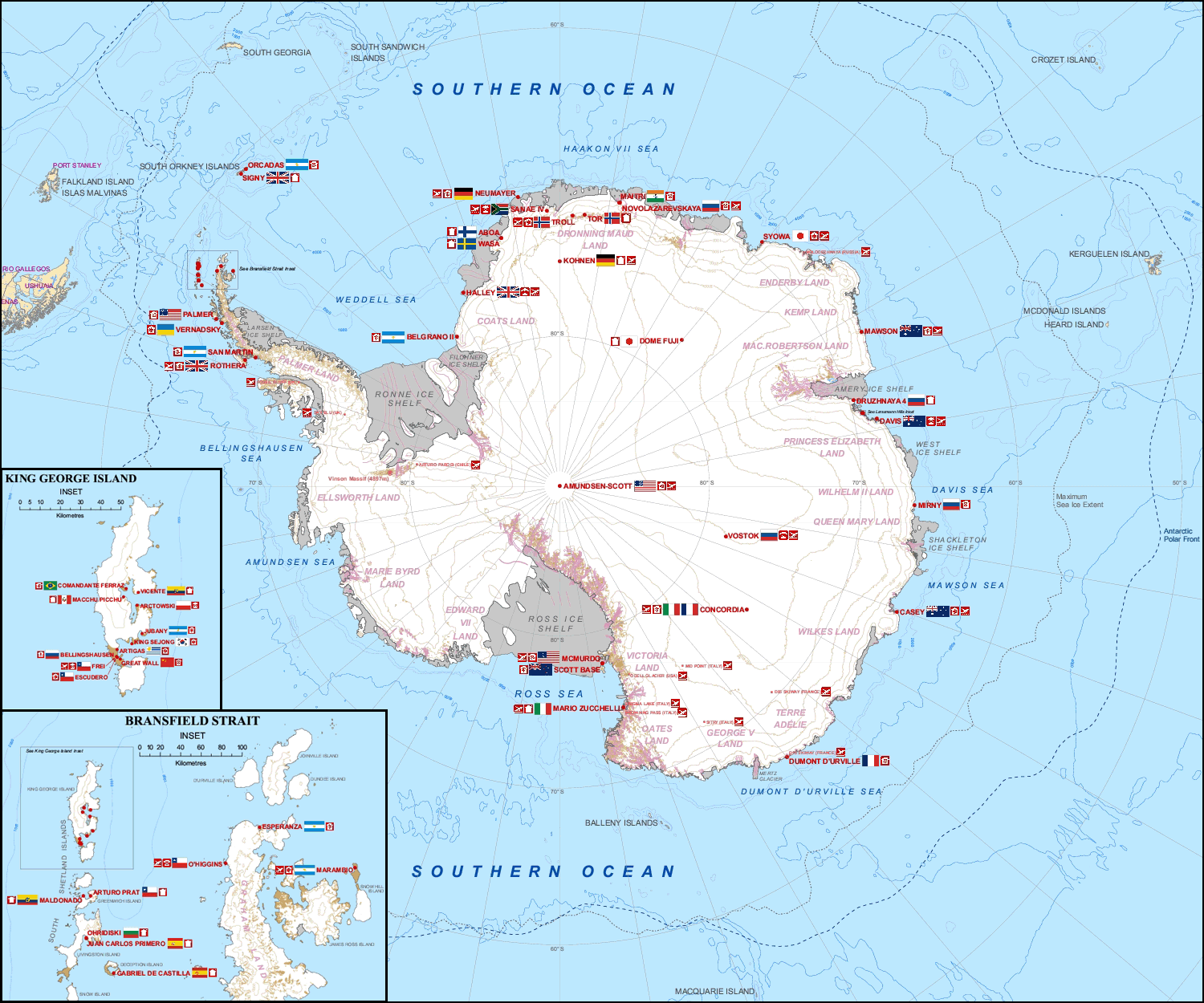
Localização das estações científicas de 29 países espalhadas pelo continente.

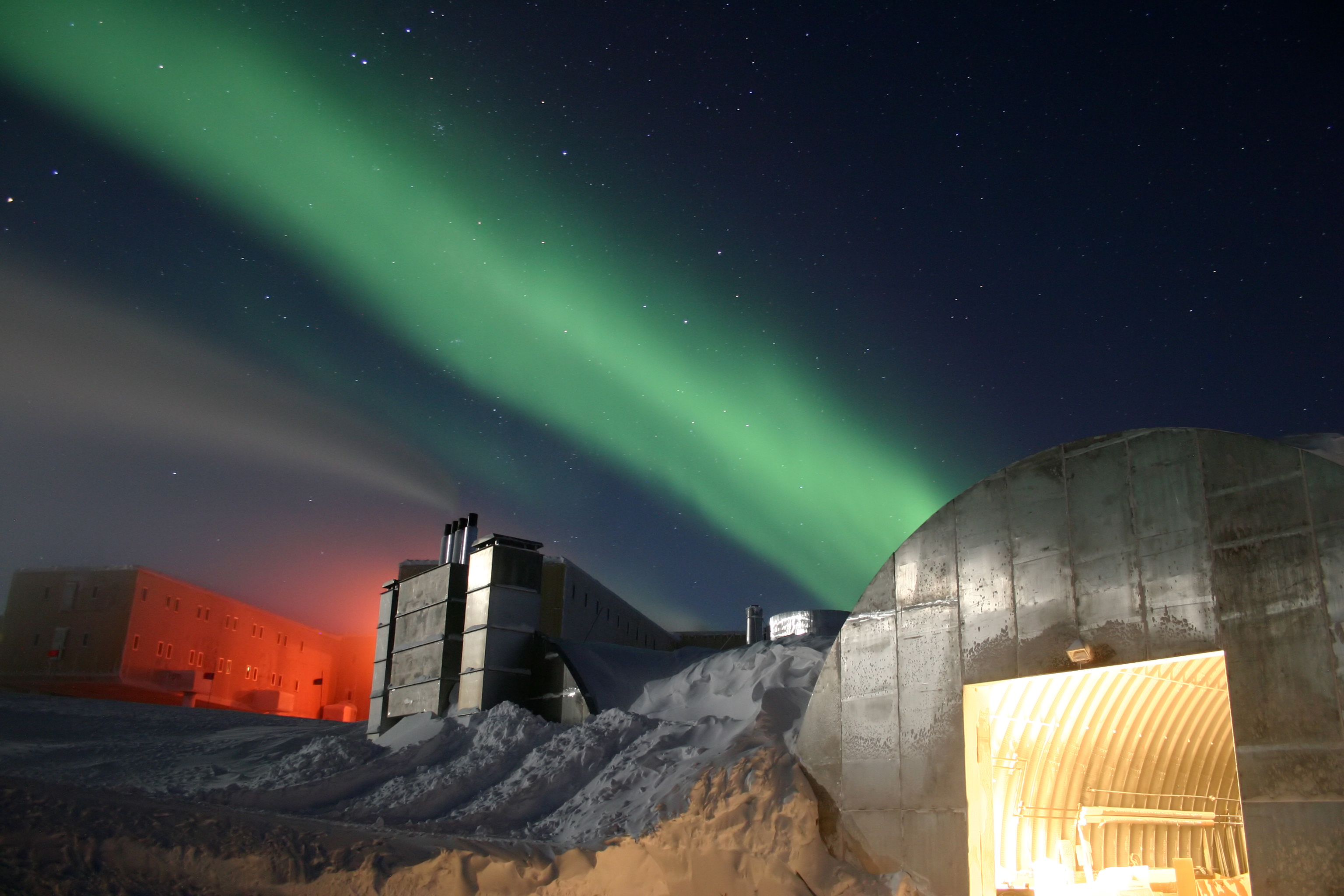
Estação Polo Sul Amundsen-Scott com uma aurora austral ao fundo.

Anualmente, cientistas de 29 nações conduzem experimentos de reprodução impossível em outros lugares do mundo. No verão mais de quatro mil cientistas operam estações de pesquisa e este número diminui para quase mil no inverno. A estação McMurdo é capaz de abrigar mais de mil cientistas, visitantes e turistas. Entre os cientistas, incluem-se biólogos, geólogos, oceanógrafos, físicos, astrônomos, glaciólogos e meteorologistas. Geólogos estudam em geral o tectonismo das placas na região antártica, meteoritos do espaço e vestígios do período da divisão da Gondwana; mais de nove mil fragmentos de meteoritos já foram recolhidos na Antártida, dentre eles um meteorito de 4 mil milhões de anos que, aparentemente, se desprendeu de Marte.
Glaciólogos ocupam-se com o estudo da história e da dinâmica do gelo flutuante, da neve, das geleiras, e dos mantos de gelo. Já os biólogos, além de estudar os animais selvagens, estão interessados em como as baixas temperaturas e a presença dos seres humanos afetam a sobrevivência de uma grande variedade de espécies. Médicos fizeram descobertas a respeito da propagação de viroses e da resposta do corpo às temperaturas extremas. Astrofísicos da Estação Pólo Sul Amundsen-Scott podem estudar o céu e a radiação cósmica de fundo em micro-ondas por causa do buraco na camada de ozônio e do ambiente seco. O gelo antártico serve como meio de proteção para o maior telescópio de detecção de neutrinos do mundo, construído dois quilômetros abaixo da estação Amundsen-Scott.
Desde a década de 1970 que um foco importante de estudos tem sido a camada de ozônio acima da Antártida. Em 1985, três cientistas britânicos que trabalhavam com dados que haviam recolhido na Estação Halley descobriram a existência de um buraco nessa camada. Em 1998, informações de satélites da NASA mostraram que o buraco na camada de ozônio era o maior desde que foi notado, cobrindo 27 milhões de quilômetros quadrados.

### Meteoritos
Os meteoritos que caem na Antártida são uma importante área de estudo do material formado no início do sistema solar, acredita-se que a maioria são originários de asteroides, mas alguns podem ter se originado de planetas maiores. Os primeiros meteoritos foram encontrados em 1912. Em 1969, uma expedição japonesa descobriu nove meteoritos. A maioria desses meteoritos caíram sobre o manto de gelo nos últimos milhões de anos.

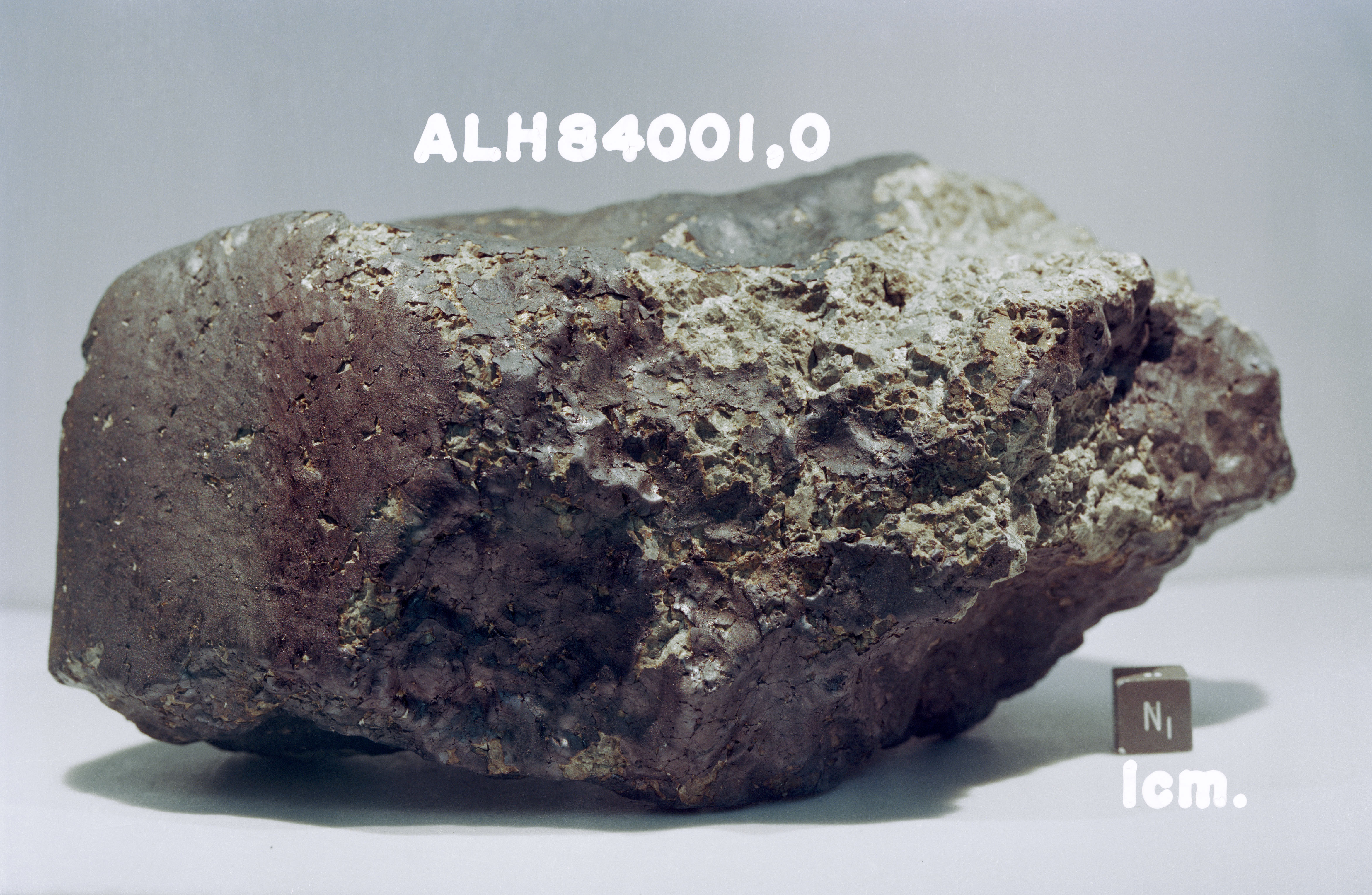
Meteorito antártico, chamado ALH84001, vindo de Marte.

O movimento do manto de gelo concentra os meteoritos em locais inacessíveis, tais como cadeias de montanhas, com a erosão do vento trazendo-os para a superfície depois de séculos sob a neve acumulada. Em comparação com meteoritos recolhidos em regiões mais temperadas da Terra, os meteoritos antárticos são mais bem preservados.
Esta grande coleção de meteoritos permite uma melhor compreensão da abundância de tipos de meteoritos no sistema solar e como os meteoritos se relacionam com asteroides e cometas. Novos tipos de meteoritos e meteoros raros foram encontrados. Entre eles estão peças originárias da Lua, e provavelmente de Marte, através de impactos. Esses espécimes, nomeadamente o ALH84001 descoberto por ANSMET, estão no centro da polêmica sobre possíveis evidências de vida microbiana em Marte. Como os meteoritos no espaço absorvem e registram a radiação cósmica, o tempo decorrido desde que o meteorito atingiu a Terra pode ser determinado a partir de estudos de laboratório. O tempo decorrido desde a queda, idade ou residência terrestre de um meteorito representa mais informação que pode ser útil em estudos ambientais das camadas de gelo da Antártida.
Em 2006, uma equipe de pesquisadores da Universidade do Estado de Ohio usou medições de gravidade por satélites GRACE da NASA para descobrir os 480 km de largura da Cratera da Terra de Wilkes, que provavelmente se formou há cerca de 250 milhões de anos.

### Erupção vulcânica
Em janeiro de 2008, cientistas da British Antarctic Survey (BAS), liderados por Hugh Corr e David Vaughan, relataram (na revista Nature Geoscience) que há 2 200 anos um vulcão entrou em erupção sob o manto de gelo da Antártida (com base no levantamento aéreo com imagens de radar). A maior erupção na Antártida nos últimos 10 000 anos, as cinzas vulcânicas foram encontradas depositadas na superfície de gelo sob as montanhas Hudson, perto do Glaciar de Pine Island.

## Problemas ambientais

### Depleção do ozônio

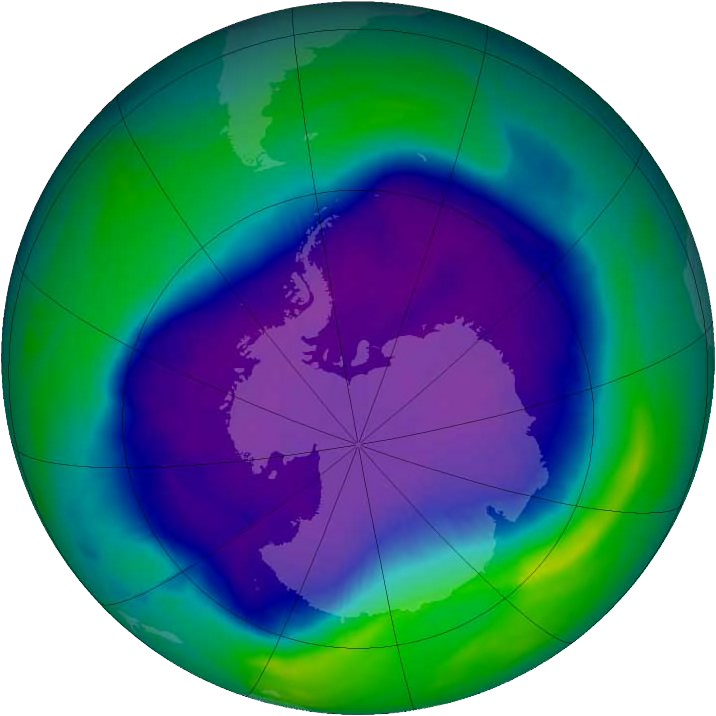
O buraco na camada de ozônio (setembro de 2006).

A cada ano uma grande área de baixa concentração de ozônio ou "buraco de ozônio" cresce sobre a Antártida. Este buraco abrange todo o continente. Em 2008 houve o mais duradouro registro do buraco, que se manteve até o final de dezembro. O buraco foi detectado por cientistas em 1985 e tendeu a aumentar ao longo dos seguintes anos de observação. O buraco de ozônio é atribuído à emissão de clorofluorcarbonetos, ou CFCs, para a atmosfera, que decompõem a camada de ozônio em outros gases.
Alguns estudos científicos sugerem que a depleção do ozônio pode ter um papel preponderante nas mudanças climáticas recentes na Antártida (e uma área maior do Hemisfério Sul). O ozônio absorve grandes quantidades de radiação ultravioleta na estratosfera. A depleção do ozônio sobre a Antártida pode causar um resfriamento de cerca de 6 °C na estratosfera local. Esse resfriamento tem o efeito de intensificar o fluxo de ventos de oeste de todo o continente (o vórtice polar) e, portanto, impede saída do ar frio próximo ao polo sul. Como resultado, a massa continental da camada de gelo do leste da Antártida recebe temperaturas mais baixas, e as áreas periféricas da Antártida, em especial na península Antártica, está sujeita a temperaturas mais elevadas, que promovem acelerado derretimento. Os modelos recentes também sugerem que o esgotamento de ozônio/efeito vórtice polar reforçado também explica o aumento recente no gelo do mar perto da praia do continente. No entanto, o problema tem se reduzido ao passar dos anos, devido a proibição de produtos com CFC.

### Efeitos do aquecimento global
Algumas partes da Antártida estão se aquecendo, um aquecimento particularmente forte foi notado na península Antártica. Um estudo realizado por Eric Steig publicado em 2009 observou pela primeira vez que a tendência da temperatura média da superfície da Antártida é ligeiramente positiva em > 0,05 °C por década entre 1957 e 2006. Este estudo também observou que a Antártida Ocidental foi aquecida em mais de 0,1 °C por década nos últimos 50 anos e esse aquecimento é mais acentuado no inverno e na primavera. Isto é em parte compensado pela queda do resfriamento na Antártida Oriental. Há evidências de um estudo que a Antártida está se aquecendo como resultado das emissões humanas de dióxido de carbono. No entanto, a pequena quantidade de aquecimento da superfície na Antártida Ocidental não afeta diretamente a contribuição do manto de gelo da Antárctida Ocidental para o nível do mar. Em vez disso, acredita-se que os recentes aumentos no degelo glacial ocorreram devido a um influxo de água quente do oceano, ao largo da plataforma continental. A contribuição ao nível do mar a partir da península Antártica é mais provável que seja um resultado direto de um aquecimento maior da atmosfera nessa região.
Em 2003, a Plataforma de gelo Larsen-B na península Antártica entrou em colapso. Entre 28 de Fevereiro e 8 de março de 2008, cerca de 570 km² da plataforma de gelo Wilkins, na parte sudoeste da península, entrou em colapso, colocando os restantes 15 mil km² da plataforma de gelo em risco. O gelo estava sendo retido por um "fio de gelo de cerca de 6 km de largura, antes de seu colapso, em 5 de abril de 2009. Segundo a NASA, o mais difundido derretimento antártico de superfície nos últimos 30 anos ocorreu em 2005, quando uma área de gelo de tamanho comparável ao estado da Califórnia derreteu e recongelou brevemente, o que pode ter resultado do aumento das temperaturas em 5 °C.

### Gás metano
Pela primeira vez, os cientistas detectaram um vazamento ativo de gás metano, um gás de efeito estufa com 25 vezes mais potencial de aquecimento do que o dióxido de carbono. Enquanto vazamentos submarinos de metano foram detectados anteriormente em todo o mundo, os micróbios ajudam a manter esse vazamento sob controle devorando o gás antes que muito possa escapar para a atmosfera. O vazamento - localizado a cerca de 10 metros abaixo da superfície do Mar de Ross, perto da Plataforma de Gelo Ross do sul da Antártida - foi descoberto por acaso quando mergulhadores civis nadaram em 2011. O estudo mostrou que os micróbios que consomem metano levaram aproximadamente cinco anos para responder ao vazamento na Antártica e, mesmo assim, não consumiram o gás completamente. O vazamento subaquático quase certamente fez com que o gás metano penetrasse na atmosfera nesses cinco anos - um fenômeno que os modelos climáticos até 2020 não levam em conta ao prever a extensão do futuro aquecimento atmosférico.